# Lista de asteroides (91001-92000)
Esta é uma lista parcial de asteroides, do asteroide número 91001 até o 92000, inclusive. Veja também o índice com todas as listas disponíveis.

| Objeto Próximos à Terra | Cinturão de asteroides (interno) | Cinturão de asteroides (externo) | Centauro       |
| Cruzador de Marte       | Cinturão de asteroides (meio)    | Troianos de Júpiter              | Transnetuniano |

Veja mais dados de cada asteroide na ligação externa para o Minor Planet Center na última coluna.
Índice: 91001... 91101... 91201... 91301... 91401... 91501... 91601... 91701... 91801... 91901... 

## 91001–91100
| Designação       | Designação | Descoberta  | Descoberta  | Descobridor(es)       | Categoria | Mais informações / Referência |
| Permanente       | Provisória | Data        | Local       | Descobridor(es)       | Categoria | Mais informações / Referência |
| ---------------- | ---------- | ----------- | ----------- | --------------------- | --------- | ----------------------------- |
| 91001            | 1998 BY8   | 18 jan 1998 | Xinglong    | SCAP                  | —         | MPC                           |
| 91002            | 1998 BZ11  | 23 jan 1998 | Socorro     | LINEAR                | —         | MPC                           |
| 91003            | 1998 BZ15  | 25 jan 1998 | Haleakalā   | NEAT                  | —         | MPC                           |
| 91004            | 1998 BH16  | 26 jan 1998 | Haleakala   | NEAT                  | —         | MPC                           |
| 91005            | 1998 BZ18  | 24 jan 1998 | Haleakala   | NEAT                  | —         | MPC                           |
| 91006 Fleming    | 1998 BT25  | 28 jan 1998 | Kleť        | M. Tichý, Z. Moravec  | —         | MPC                           |
| 91007 Ianfleming | 1998 BL30  | 30 jan 1998 | Kleť        | J. Tichá, M. Tichý    | —         | MPC                           |
| 91008            | 1998 BX36  | 23 jan 1998 | Kitt Peak   | Spacewatch            | —         | MPC                           |
| 91009            | 1998 BQ47  | 26 jan 1998 | Haleakalā   | NEAT                  | —         | MPC                           |
| 91010            | 1998 CD1   | 1 fev 1998  | Xinglong    | SCAP                  | —         | MPC                           |
| 91011            | 1998 CH2   | 8 fev 1998  | Modra       | A. Galád, A. Pravda   | —         | MPC                           |
| 91012            | 1998 DY    | 18 fev 1998 | Kleť        | Kleť Obs.             | —         | MPC                           |
| 91013            | 1998 DG2   | 20 fev 1998 | Caussols    | ODAS                  | —         | MPC                           |
| 91014            | 1998 DN12  | 23 fev 1998 | Kitt Peak   | Spacewatch            | —         | MPC                           |
| 91015            | 1998 DJ13  | 25 fev 1998 | Haleakalā   | NEAT                  | —         | MPC                           |
| 91016            | 1998 DS15  | 22 fev 1998 | Haleakala   | NEAT                  | —         | MPC                           |
| 91017            | 1998 DA16  | 25 fev 1998 | Haleakala   | NEAT                  | —         | MPC                           |
| 91018            | 1998 DA20  | 20 fev 1998 | Caussols    | ODAS                  | —         | MPC                           |
| 91019            | 1998 DK20  | 26 fev 1998 | Blauvac     | R. Roy                | —         | MPC                           |
| 91020            | 1998 DQ22  | 24 fev 1998 | Kitt Peak   | Spacewatch            | —         | MPC                           |
| 91021            | 1998 DQ28  | 26 fev 1998 | Kitt Peak   | Spacewatch            | —         | MPC                           |
| 91022            | 1998 DV31  | 19 fev 1998 | Kushiro     | S. Ueda, H. Kaneda    | —         | MPC                           |
| 91023 Lutan      | 1998 DQ32  | 23 fev 1998 | Xinglong    | SCAP                  | Meliboea  | MPC                           |
| 91024 Széchenyi  | 1998 DA33  | 28 fev 1998 | Piszkéstető | K. Sárneczky, L. Kiss | —         | MPC                           |
| 91025            | 1998 DJ34  | 27 fev 1998 | La Silla    | E. W. Elst            | Phocaea   | MPC                           |
| 91026            | 1998 DS34  | 27 fev 1998 | La Silla    | E. W. Elst            | —         | MPC                           |
| 91027            | 1998 DM35  | 26 fev 1998 | Reedy Creek | J. Broughton          | —         | MPC                           |
| 91028            | 1998 DU37  | 24 fev 1998 | Kitt Peak   | Spacewatch            | —         | MPC                           |
| 91029            | 1998 EY    | 2 mar 1998  | Caussols    | ODAS                  | —         | MPC                           |
| 91030            | 1998 EV2   | 2 mar 1998  | Caussols    | ODAS                  | Flora     | MPC                           |
| 91031            | 1998 EX2   | 2 mar 1998  | Caussols    | ODAS                  | —         | MPC                           |
| 91032            | 1998 EA11  | 1 mar 1998  | La Silla    | E. W. Elst            | —         | MPC                           |
| 91033            | 1998 ES19  | 3 mar 1998  | La Silla    | E. W. Elst            | —         | MPC                           |
| 91034            | 1998 EH21  | 1 mar 1998  | Xinglong    | SCAP                  | —         | MPC                           |
| 91035            | 1998 EM21  | 5 mar 1998  | Xinglong    | SCAP                  | Phocaea   | MPC                           |
| 91036            | 1998 FC5   | 22 mar 1998 | Socorro     | LINEAR                | Juno      | MPC                           |
| 91037            | 1998 FF5   | 24 mar 1998 | Socorro     | LINEAR                | —         | MPC                           |
| 91038            | 1998 FW8   | 22 mar 1998 | Kitt Peak   | Spacewatch            | —         | MPC                           |
| 91039            | 1998 FA10  | 24 mar 1998 | Caussols    | ODAS                  | —         | MPC                           |
| 91040            | 1998 FD14  | 25 mar 1998 | Haleakalā   | NEAT                  | —         | MPC                           |
| 91041            | 1998 FG14  | 20 mar 1998 | Socorro     | LINEAR                | Juno      | MPC                           |
| 91042            | 1998 FF15  | 26 mar 1998 | Kleť        | Kleť Obs.             | —         | MPC                           |
| 91043            | 1998 FG15  | 20 mar 1998 | Socorro     | LINEAR                | Juno      | MPC                           |
| 91044            | 1998 FX15  | 22 mar 1998 | Socorro     | LINEAR                | —         | MPC                           |
| 91045            | 1998 FA27  | 20 mar 1998 | Socorro     | LINEAR                | —         | MPC                           |
| 91046            | 1998 FT29  | 20 mar 1998 | Socorro     | LINEAR                | —         | MPC                           |
| 91047            | 1998 FT30  | 20 mar 1998 | Socorro     | LINEAR                | —         | MPC                           |
| 91048            | 1998 FO31  | 20 mar 1998 | Socorro     | LINEAR                | —         | MPC                           |
| 91049            | 1998 FN32  | 20 mar 1998 | Socorro     | LINEAR                | —         | MPC                           |
| 91050            | 1998 FU32  | 20 mar 1998 | Socorro     | LINEAR                | —         | MPC                           |
| 91051            | 1998 FA34  | 20 mar 1998 | Socorro     | LINEAR                | —         | MPC                           |
| 91052            | 1998 FW38  | 20 mar 1998 | Socorro     | LINEAR                | —         | MPC                           |
| 91053            | 1998 FE42  | 20 mar 1998 | Socorro     | LINEAR                | Eos       | MPC                           |
| 91054            | 1998 FB48  | 20 mar 1998 | Socorro     | LINEAR                | —         | MPC                           |
| 91055            | 1998 FD49  | 20 mar 1998 | Socorro     | LINEAR                | Phocaea   | MPC                           |
| 91056            | 1998 FG49  | 20 mar 1998 | Socorro     | LINEAR                | —         | MPC                           |
| 91057            | 1998 FR50  | 20 mar 1998 | Socorro     | LINEAR                | —         | MPC                           |
| 91058            | 1998 FU50  | 20 mar 1998 | Socorro     | LINEAR                | —         | MPC                           |
| 91059            | 1998 FE51  | 20 mar 1998 | Socorro     | LINEAR                | —         | MPC                           |
| 91060            | 1998 FS51  | 20 mar 1998 | Socorro     | LINEAR                | —         | MPC                           |
| 91061            | 1998 FN61  | 20 mar 1998 | Socorro     | LINEAR                | —         | MPC                           |
| 91062            | 1998 FH62  | 20 mar 1998 | Socorro     | LINEAR                | —         | MPC                           |
| 91063            | 1998 FX62  | 20 mar 1998 | Socorro     | LINEAR                | Phocaea   | MPC                           |
| 91064            | 1998 FL63  | 20 mar 1998 | Socorro     | LINEAR                | —         | MPC                           |
| 91065            | 1998 FM66  | 20 mar 1998 | Socorro     | LINEAR                | —         | MPC                           |
| 91066            | 1998 FP66  | 20 mar 1998 | Socorro     | LINEAR                | Phocaea   | MPC                           |
| 91067            | 1998 FC67  | 20 mar 1998 | Socorro     | LINEAR                | —         | MPC                           |
| 91068            | 1998 FP68  | 20 mar 1998 | Socorro     | LINEAR                | —         | MPC                           |
| 91069            | 1998 FK70  | 20 mar 1998 | Socorro     | LINEAR                | —         | MPC                           |
| 91070            | 1998 FO71  | 20 mar 1998 | Socorro     | LINEAR                | Phocaea   | MPC                           |
| 91071            | 1998 FY76  | 24 mar 1998 | Socorro     | LINEAR                | —         | MPC                           |
| 91072            | 1998 FC77  | 24 mar 1998 | Socorro     | LINEAR                | —         | MPC                           |
| 91073            | 1998 FN78  | 24 mar 1998 | Socorro     | LINEAR                | Phocaea   | MPC                           |
| 91074            | 1998 FT90  | 24 mar 1998 | Socorro     | LINEAR                | —         | MPC                           |
| 91075            | 1998 FT96  | 31 mar 1998 | Socorro     | LINEAR                | —         | MPC                           |
| 91076            | 1998 FU105 | 31 mar 1998 | Socorro     | LINEAR                | —         | MPC                           |
| 91077            | 1998 FN106 | 31 mar 1998 | Socorro     | LINEAR                | —         | MPC                           |
| 91078            | 1998 FX106 | 31 mar 1998 | Socorro     | LINEAR                | —         | MPC                           |
| 91079            | 1998 FB107 | 31 mar 1998 | Socorro     | LINEAR                | —         | MPC                           |
| 91080            | 1998 FX107 | 31 mar 1998 | Socorro     | LINEAR                | —         | MPC                           |
| 91081            | 1998 FR109 | 31 mar 1998 | Socorro     | LINEAR                | —         | MPC                           |
| 91082            | 1998 FA110 | 31 mar 1998 | Socorro     | LINEAR                | —         | MPC                           |
| 91083            | 1998 FR110 | 31 mar 1998 | Socorro     | LINEAR                | —         | MPC                           |
| 91084            | 1998 FT118 | 31 mar 1998 | Socorro     | LINEAR                | —         | MPC                           |
| 91085            | 1998 FK119 | 31 mar 1998 | Socorro     | LINEAR                | Phocaea   | MPC                           |
| 91086            | 1998 FF120 | 20 mar 1998 | Socorro     | LINEAR                | —         | MPC                           |
| 91087            | 1998 FO120 | 20 mar 1998 | Socorro     | LINEAR                | —         | MPC                           |
| 91088            | 1998 FQ120 | 20 mar 1998 | Socorro     | LINEAR                | —         | MPC                           |
| 91089            | 1998 FW126 | 24 mar 1998 | Xinglong    | SCAP                  | —         | MPC                           |
| 91090            | 1998 FG127 | 29 mar 1998 | Socorro     | LINEAR                | Juno      | MPC                           |
| 91091            | 1998 FD129 | 22 mar 1998 | Socorro     | LINEAR                | —         | MPC                           |
| 91092            | 1998 FA135 | 20 mar 1998 | Socorro     | LINEAR                | —         | MPC                           |
| 91093            | 1998 GS    | 3 abr 1998  | Kitt Peak   | Spacewatch            | —         | MPC                           |
| 91094            | 1998 GF7   | 2 abr 1998  | Socorro     | LINEAR                | Phocaea   | MPC                           |
| 91095            | 1998 GZ8   | 2 abr 1998  | Socorro     | LINEAR                | —         | MPC                           |
| 91096            | 1998 GK11  | 15 abr 1998 | Socorro     | LINEAR                | —         | MPC                           |
| 91097            | 1998 GK12  | 2 abr 1998  | La Silla    | E. W. Elst            | —         | MPC                           |
| 91098            | 1998 HB3   | 21 abr 1998 | Socorro     | LINEAR                | —         | MPC                           |
| 91099            | 1998 HK7   | 23 abr 1998 | Socorro     | LINEAR                | —         | MPC                           |
| 91100            | 1998 HK14  | 25 abr 1998 | Haleakalā   | NEAT                  | —         | MPC                           |

## 91101–91200
| Designação     | Designação | Descoberta  | Descoberta    | Descobridor(es)      | Categoria | Mais informações / Referência |
| Permanente     | Provisória | Data        | Local         | Descobridor(es)      | Categoria | Mais informações / Referência |
| -------------- | ---------- | ----------- | ------------- | -------------------- | --------- | ----------------------------- |
| 91101          | 1998 HK15  | 20 abr 1998 | Kitt Peak     | Spacewatch           | Phocaea   | MPC                           |
| 91102          | 1998 HL19  | 18 abr 1998 | Socorro       | LINEAR               | —         | MPC                           |
| 91103          | 1998 HG21  | 20 abr 1998 | Socorro       | LINEAR               | —         | MPC                           |
| 91104          | 1998 HH25  | 18 abr 1998 | Kitt Peak     | Spacewatch           | —         | MPC                           |
| 91105          | 1998 HP25  | 18 abr 1998 | Kitt Peak     | Spacewatch           | —         | MPC                           |
| 91106          | 1998 HF29  | 20 abr 1998 | Socorro       | LINEAR               | —         | MPC                           |
| 91107          | 1998 HY34  | 20 abr 1998 | Socorro       | LINEAR               | —         | MPC                           |
| 91108          | 1998 HX37  | 20 abr 1998 | Socorro       | LINEAR               | —         | MPC                           |
| 91109          | 1998 HG38  | 20 abr 1998 | Socorro       | LINEAR               | —         | MPC                           |
| 91110          | 1998 HF45  | 20 abr 1998 | Socorro       | LINEAR               | —         | MPC                           |
| 91111          | 1998 HU47  | 20 abr 1998 | Socorro       | LINEAR               | —         | MPC                           |
| 91112          | 1998 HJ52  | 25 abr 1998 | Woomera       | F. B. Zoltowski      | —         | MPC                           |
| 91113          | 1998 HA53  | 21 abr 1998 | Socorro       | LINEAR               | —         | MPC                           |
| 91114          | 1998 HF60  | 21 abr 1998 | Socorro       | LINEAR               | Eos       | MPC                           |
| 91115          | 1998 HB73  | 21 abr 1998 | Socorro       | LINEAR               | —         | MPC                           |
| 91116          | 1998 HD75  | 21 abr 1998 | Socorro       | LINEAR               | —         | MPC                           |
| 91117          | 1998 HT79  | 21 abr 1998 | Socorro       | LINEAR               | —         | MPC                           |
| 91118          | 1998 HU88  | 21 abr 1998 | Socorro       | LINEAR               | —         | MPC                           |
| 91119          | 1998 HV88  | 21 abr 1998 | Socorro       | LINEAR               | —         | MPC                           |
| 91120          | 1998 HR99  | 21 abr 1998 | Socorro       | LINEAR               | —         | MPC                           |
| 91121          | 1998 HS105 | 23 abr 1998 | Socorro       | LINEAR               | —         | MPC                           |
| 91122          | 1998 HE112 | 23 abr 1998 | Socorro       | LINEAR               | —         | MPC                           |
| 91123          | 1998 HP114 | 23 abr 1998 | Socorro       | LINEAR               | —         | MPC                           |
| 91124          | 1998 HA118 | 23 abr 1998 | Socorro       | LINEAR               | —         | MPC                           |
| 91125          | 1998 HT118 | 23 abr 1998 | Socorro       | LINEAR               | Phocaea   | MPC                           |
| 91126          | 1998 HZ120 | 23 abr 1998 | Socorro       | LINEAR               | —         | MPC                           |
| 91127          | 1998 HY122 | 23 abr 1998 | Socorro       | LINEAR               | —         | MPC                           |
| 91128          | 1998 HV133 | 19 abr 1998 | Socorro       | LINEAR               | —         | MPC                           |
| 91129          | 1998 HT135 | 19 abr 1998 | Socorro       | LINEAR               | —         | MPC                           |
| 91130          | 1998 HQ142 | 21 abr 1998 | Socorro       | LINEAR               | —         | MPC                           |
| 91131          | 1998 HX144 | 21 abr 1998 | Socorro       | LINEAR               | —         | MPC                           |
| 91132          | 1998 HL150 | 20 abr 1998 | Socorro       | LINEAR               | —         | MPC                           |
| 91133          | 1998 HK151 | 28 abr 1998 | Mauna Kea     | Mauna Kea Obs.       | —         | MPC                           |
| 91134          | 1998 HC154 | 29 abr 1998 | Kitt Peak     | Spacewatch           | —         | MPC                           |
| 91135          | 1998 HC155 | 19 abr 1998 | Socorro       | LINEAR               | —         | MPC                           |
| 91136          | 1998 KK6   | 22 mai 1998 | Socorro       | LINEAR               | Eos       | MPC                           |
| 91137          | 1998 KD29  | 22 mai 1998 | Socorro       | LINEAR               | Phocaea   | MPC                           |
| 91138          | 1998 KO30  | 22 mai 1998 | Socorro       | LINEAR               | —         | MPC                           |
| 91139          | 1998 KL47  | 22 mai 1998 | Socorro       | LINEAR               | —         | MPC                           |
| 91140          | 1998 LW1   | 1 jun 1998  | La Silla      | E. W. Elst           | —         | MPC                           |
| 91141          | 1998 LF3   | 3 jun 1998  | Socorro       | LINEAR               | —         | MPC                           |
| 91142          | 1998 MP2   | 20 jun 1998 | Caussols      | ODAS                 | —         | MPC                           |
| 91143          | 1998 MC6   | 19 jun 1998 | Kitt Peak     | Spacewatch           | —         | MPC                           |
| 91144          | 1998 MK34  | 24 jun 1998 | Socorro       | LINEAR               | —         | MPC                           |
| 91145          | 1998 OX    | 20 jul 1998 | Caussols      | ODAS                 | Brangane  | MPC                           |
| 91146          | 1998 OA1   | 20 jul 1998 | San Marcello  | M. Tombelli, L. Tesi | —         | MPC                           |
| 91147          | 1998 OM2   | 16 jul 1998 | Kitt Peak     | Spacewatch           | —         | MPC                           |
| 91148          | 1998 OY2   | 20 jul 1998 | Caussols      | ODAS                 | —         | MPC                           |
| 91149          | 1998 PS    | 15 ago 1998 | Prescott      | P. G. Comba          | —         | MPC                           |
| 91150          | 1998 QA30  | 26 ago 1998 | Xinglong      | SCAP                 | —         | MPC                           |
| 91151          | 1998 QJ39  | 17 ago 1998 | Socorro       | LINEAR               | —         | MPC                           |
| 91152          | 1998 QW41  | 17 ago 1998 | Socorro       | LINEAR               | —         | MPC                           |
| 91153          | 1998 QP44  | 17 ago 1998 | Socorro       | LINEAR               | —         | MPC                           |
| 91154          | 1998 QM50  | 17 ago 1998 | Socorro       | LINEAR               | —         | MPC                           |
| 91155          | 1998 QW50  | 17 ago 1998 | Socorro       | LINEAR               | —         | MPC                           |
| 91156          | 1998 QS60  | 31 ago 1998 | Modra         | A. Galád, J. Tóth    | —         | MPC                           |
| 91157          | 1998 QG62  | 26 ago 1998 | Xinglong      | SCAP                 | —         | MPC                           |
| 91158          | 1998 QG70  | 24 ago 1998 | Socorro       | LINEAR               | —         | MPC                           |
| 91159          | 1998 QA73  | 24 ago 1998 | Socorro       | LINEAR               | —         | MPC                           |
| 91160          | 1998 QJ74  | 24 ago 1998 | Socorro       | LINEAR               | —         | MPC                           |
| 91161          | 1998 QN74  | 24 ago 1998 | Socorro       | LINEAR               | —         | MPC                           |
| 91162          | 1998 QX75  | 24 ago 1998 | Socorro       | LINEAR               | —         | MPC                           |
| 91163          | 1998 QZ82  | 24 ago 1998 | Socorro       | LINEAR               | —         | MPC                           |
| 91164          | 1998 QE84  | 24 ago 1998 | Socorro       | LINEAR               | —         | MPC                           |
| 91165          | 1998 QF84  | 24 ago 1998 | Socorro       | LINEAR               | —         | MPC                           |
| 91166          | 1998 QT84  | 24 ago 1998 | Socorro       | LINEAR               | —         | MPC                           |
| 91167          | 1998 QM85  | 24 ago 1998 | Socorro       | LINEAR               | —         | MPC                           |
| 91168          | 1998 QA86  | 24 ago 1998 | Socorro       | LINEAR               | —         | MPC                           |
| 91169          | 1998 QT108 | 17 ago 1998 | Socorro       | LINEAR               | Ursula    | MPC                           |
| 91170          | 1998 QS109 | 21 ago 1998 | Haleakalā     | NEAT                 | —         | MPC                           |
| 91171          | 1998 QG110 | 23 ago 1998 | Socorro       | LINEAR               | —         | MPC                           |
| 91172          | 1998 RG5   | 15 set 1998 | Caussols      | ODAS                 | —         | MPC                           |
| 91173          | 1998 RN7   | 12 set 1998 | Kitt Peak     | Spacewatch           | —         | MPC                           |
| 91174          | 1998 RC18  | 14 set 1998 | Socorro       | LINEAR               | —         | MPC                           |
| 91175          | 1998 RX18  | 14 set 1998 | Socorro       | LINEAR               | —         | MPC                           |
| 91176          | 1998 RE19  | 14 set 1998 | Socorro       | LINEAR               | —         | MPC                           |
| 91177          | 1998 RJ22  | 14 set 1998 | Socorro       | LINEAR               | Ursula    | MPC                           |
| 91178          | 1998 RV23  | 14 set 1998 | Socorro       | LINEAR               | —         | MPC                           |
| 91179          | 1998 RR26  | 14 set 1998 | Socorro       | LINEAR               | —         | MPC                           |
| 91180          | 1998 RS34  | 14 set 1998 | Socorro       | LINEAR               | —         | MPC                           |
| 91181          | 1998 RV38  | 14 set 1998 | Socorro       | LINEAR               | —         | MPC                           |
| 91182          | 1998 RO49  | 14 set 1998 | Socorro       | LINEAR               | Pallas    | MPC                           |
| 91183          | 1998 RZ49  | 14 set 1998 | Socorro       | LINEAR               | —         | MPC                           |
| 91184          | 1998 RA51  | 14 set 1998 | Socorro       | LINEAR               | —         | MPC                           |
| 91185          | 1998 RM57  | 14 set 1998 | Socorro       | LINEAR               | —         | MPC                           |
| 91186          | 1998 RO66  | 14 set 1998 | Socorro       | LINEAR               | —         | MPC                           |
| 91187          | 1998 RW66  | 14 set 1998 | Socorro       | LINEAR               | —         | MPC                           |
| 91188          | 1998 RP77  | 14 set 1998 | Socorro       | LINEAR               | —         | MPC                           |
| 91189          | 1998 SM1   | 16 set 1998 | Caussols      | ODAS                 | —         | MPC                           |
| 91190          | 1998 SV49  | 29 set 1998 | Socorro       | LINEAR               | Ursula    | MPC                           |
| 91191          | 1998 SE55  | 16 set 1998 | Anderson Mesa | LONEOS               | —         | MPC                           |
| 91192          | 1998 SA58  | 17 set 1998 | Anderson Mesa | LONEOS               | —         | MPC                           |
| 91193          | 1998 ST76  | 19 set 1998 | Socorro       | LINEAR               | —         | MPC                           |
| 91194          | 1998 SB85  | 26 set 1998 | Socorro       | LINEAR               | —         | MPC                           |
| 91195          | 1998 SC90  | 26 set 1998 | Socorro       | LINEAR               | —         | MPC                           |
| 91196          | 1998 SV107 | 26 set 1998 | Socorro       | LINEAR               | —         | MPC                           |
| 91197          | 1998 SD115 | 26 set 1998 | Socorro       | LINEAR               | —         | MPC                           |
| 91198          | 1998 SS137 | 26 set 1998 | Socorro       | LINEAR               | —         | MPC                           |
| 91199 Johngray | 1998 SS147 | 20 set 1998 | La Silla      | E. W. Elst           | —         | MPC                           |
| 91200          | 1998 SM153 | 26 set 1998 | Socorro       | LINEAR               | —         | MPC                           |

## 91201–91300
| Designação            | Designação | Descoberta  | Descoberta          | Descobridor(es)         | Categoria | Mais informações / Referência |
| Permanente            | Provisória | Data        | Local               | Descobridor(es)         | Categoria | Mais informações / Referência |
| --------------------- | ---------- | ----------- | ------------------- | ----------------------- | --------- | ----------------------------- |
| 91201                 | 1998 SC162 | 26 set 1998 | Socorro             | LINEAR                  | —         | MPC                           |
| 91202                 | 1998 SY170 | 25 set 1998 | Anderson Mesa       | LONEOS                  | —         | MPC                           |
| 91203                 | 1998 UE18  | 19 out 1998 | Xinglong            | SCAP                    | —         | MPC                           |
| 91204                 | 1998 UW32  | 28 out 1998 | Socorro             | LINEAR                  | —         | MPC                           |
| 91205                 | 1998 US43  | 22 out 1998 | Kitt Peak           | M. W. Buie              | —         | MPC                           |
| 91206                 | 1998 WY7   | 24 nov 1998 | Višnjan Observatory | K. Korlević             | —         | MPC                           |
| 91207                 | 1998 XW27  | 14 dez 1998 | Socorro             | LINEAR                  | —         | MPC                           |
| 91208                 | 1998 XO58  | 15 dez 1998 | Socorro             | LINEAR                  | —         | MPC                           |
| 91209                 | 1998 XH72  | 14 dez 1998 | Socorro             | LINEAR                  | —         | MPC                           |
| 91210                 | 1998 XS96  | 11 dez 1998 | Mérida              | O. A. Naranjo           | —         | MPC                           |
| 91211                 | 1998 YJ2   | 17 dez 1998 | Caussols            | ODAS                    | —         | MPC                           |
| 91212                 | 1998 YQ7   | 24 dez 1998 | Catalina            | CSS                     | —         | MPC                           |
| 91213 Botchan         | 1998 YZ7   | 22 dez 1998 | Kuma Kogen          | A. Nakamura             | —         | MPC                           |
| 91214 Diclemente      | 1998 YB10  | 23 dez 1998 | San Marcello        | A. Boattini, L. Tesi    | —         | MPC                           |
| 91215                 | 1999 AN    | 5 jan 1999  | Ondřejov            | L. Kotková, L. Vašta    | —         | MPC                           |
| 91216                 | 1999 AU3   | 10 jan 1999 | Oizumi              | T. Kobayashi            | —         | MPC                           |
| 91217                 | 1999 AM4   | 11 jan 1999 | Oizumi              | T. Kobayashi            | —         | MPC                           |
| 91218                 | 1999 AM5   | 10 jan 1999 | Nachi-Katsuura      | Y. Shimizu, T. Urata    | —         | MPC                           |
| 91219                 | 1999 AN7   | 11 jan 1999 | Višnjan Observatory | K. Korlević             | —         | MPC                           |
| 91220                 | 1999 AA8   | 13 jan 1999 | Oizumi              | T. Kobayashi            | —         | MPC                           |
| 91221                 | 1999 AM15  | 9 jan 1999  | Kitt Peak           | Spacewatch              | —         | MPC                           |
| 91222                 | 1999 AH16  | 9 jan 1999  | Kitt Peak           | Spacewatch              | —         | MPC                           |
| 91223                 | 1999 AK20  | 13 jan 1999 | Kitt Peak           | Spacewatch              | Mitidika  | MPC                           |
| 91224                 | 1999 BH    | 16 jan 1999 | Oizumi              | T. Kobayashi            | —         | MPC                           |
| 91225                 | 1999 BL3   | 20 jan 1999 | Kleť                | Kleť Obs.               | —         | MPC                           |
| 91226                 | 1999 BK7   | 22 jan 1999 | Kleť                | Kleť Obs.               | —         | MPC                           |
| 91227                 | 1999 BG9   | 22 jan 1999 | Višnjan Observatory | K. Korlević             | —         | MPC                           |
| 91228                 | 1999 BG13  | 24 jan 1999 | Višnjan Observatory | K. Korlević             | —         | MPC                           |
| 91229                 | 1999 BN15  | 26 jan 1999 | Višnjan Observatory | K. Korlević             | —         | MPC                           |
| 91230                 | 1999 BK16  | 16 jan 1999 | Socorro             | LINEAR                  | —         | MPC                           |
| 91231                 | 1999 BP24  | 18 jan 1999 | Socorro             | LINEAR                  | —         | MPC                           |
| 91232                 | 1999 BE25  | 18 jan 1999 | Socorro             | LINEAR                  | —         | MPC                           |
| 91233                 | 1999 CL1   | 6 fev 1999  | Dynic               | Y. Ikari                | —         | MPC                           |
| 91234                 | 1999 CN1   | 7 fev 1999  | Oizumi              | T. Kobayashi            | —         | MPC                           |
| 91235                 | 1999 CQ1   | 7 fev 1999  | Oizumi              | T. Kobayashi            | —         | MPC                           |
| 91236                 | 1999 CP4   | 6 fev 1999  | Višnjan Observatory | K. Korlević             | —         | MPC                           |
| 91237                 | 1999 CY7   | 10 fev 1999 | Socorro             | LINEAR                  | —         | MPC                           |
| 91238                 | 1999 CB9   | 13 fev 1999 | Socorro             | LINEAR                  | —         | MPC                           |
| 91239                 | 1999 CA10  | 15 fev 1999 | Baton Rouge         | Highland Road Park Obs. | —         | MPC                           |
| 91240                 | 1999 CM27  | 10 fev 1999 | Socorro             | LINEAR                  | —         | MPC                           |
| 91241                 | 1999 CY28  | 10 fev 1999 | Socorro             | LINEAR                  | —         | MPC                           |
| 91242                 | 1999 CX32  | 10 fev 1999 | Socorro             | LINEAR                  | —         | MPC                           |
| 91243                 | 1999 CO33  | 10 fev 1999 | Socorro             | LINEAR                  | —         | MPC                           |
| 91244                 | 1999 CP33  | 10 fev 1999 | Socorro             | LINEAR                  | —         | MPC                           |
| 91245                 | 1999 CN34  | 10 fev 1999 | Socorro             | LINEAR                  | —         | MPC                           |
| 91246                 | 1999 CE35  | 10 fev 1999 | Socorro             | LINEAR                  | —         | MPC                           |
| 91247                 | 1999 CM40  | 10 fev 1999 | Socorro             | LINEAR                  | —         | MPC                           |
| 91248                 | 1999 CC44  | 10 fev 1999 | Socorro             | LINEAR                  | —         | MPC                           |
| 91249                 | 1999 CQ44  | 10 fev 1999 | Socorro             | LINEAR                  | —         | MPC                           |
| 91250                 | 1999 CZ46  | 10 fev 1999 | Socorro             | LINEAR                  | —         | MPC                           |
| 91251                 | 1999 CN49  | 10 fev 1999 | Socorro             | LINEAR                  | —         | MPC                           |
| 91252                 | 1999 CS49  | 10 fev 1999 | Socorro             | LINEAR                  | —         | MPC                           |
| 91253                 | 1999 CM65  | 12 fev 1999 | Socorro             | LINEAR                  | —         | MPC                           |
| 91254                 | 1999 CB79  | 12 fev 1999 | Socorro             | LINEAR                  | —         | MPC                           |
| 91255                 | 1999 CJ79  | 12 fev 1999 | Socorro             | LINEAR                  | —         | MPC                           |
| 91256                 | 1999 CX80  | 12 fev 1999 | Socorro             | LINEAR                  | —         | MPC                           |
| 91257                 | 1999 CG82  | 13 fev 1999 | Monte Agliale       | E. Mazzoni              | —         | MPC                           |
| 91258                 | 1999 CE84  | 10 fev 1999 | Socorro             | LINEAR                  | —         | MPC                           |
| 91259                 | 1999 CB85  | 10 fev 1999 | Socorro             | LINEAR                  | —         | MPC                           |
| 91260                 | 1999 CK87  | 10 fev 1999 | Socorro             | LINEAR                  | —         | MPC                           |
| 91261                 | 1999 CY94  | 10 fev 1999 | Socorro             | LINEAR                  | —         | MPC                           |
| 91262                 | 1999 CM99  | 10 fev 1999 | Socorro             | LINEAR                  | —         | MPC                           |
| 91263                 | 1999 CD104 | 12 fev 1999 | Socorro             | LINEAR                  | —         | MPC                           |
| 91264                 | 1999 CO104 | 12 fev 1999 | Socorro             | LINEAR                  | —         | MPC                           |
| 91265                 | 1999 CY108 | 12 fev 1999 | Socorro             | LINEAR                  | —         | MPC                           |
| 91266                 | 1999 CV112 | 12 fev 1999 | Socorro             | LINEAR                  | —         | MPC                           |
| 91267                 | 1999 CY113 | 12 fev 1999 | Socorro             | LINEAR                  | —         | MPC                           |
| 91268                 | 1999 CT135 | 8 fev 1999  | Kitt Peak           | Spacewatch              | —         | MPC                           |
| 91269                 | 1999 CW136 | 9 fev 1999  | Kitt Peak           | Spacewatch              | —         | MPC                           |
| 91270                 | 1999 CA138 | 9 fev 1999  | Kitt Peak           | Spacewatch              | —         | MPC                           |
| 91271                 | 1999 CB147 | 9 fev 1999  | Kitt Peak           | Spacewatch              | —         | MPC                           |
| 91272                 | 1999 CR151 | 10 fev 1999 | Kitt Peak           | Spacewatch              | —         | MPC                           |
| 91273                 | 1999 DN    | 16 fev 1999 | Caussols            | ODAS                    | —         | MPC                           |
| 91274                 | 1999 DM3   | 18 fev 1999 | Višnjan Observatory | K. Korlević, M. Jurić   | —         | MPC                           |
| 91275 Billsmith       | 1999 EW5   | 13 mar 1999 | Goodricke-Pigott    | R. A. Tucker            | —         | MPC                           |
| 91276                 | 1999 EH6   | 14 mar 1999 | Kitt Peak           | Spacewatch              | —         | MPC                           |
| 91277                 | 1999 EW6   | 14 mar 1999 | Kitt Peak           | Spacewatch              | —         | MPC                           |
| 91278                 | 1999 EC7   | 14 mar 1999 | Kitt Peak           | Spacewatch              | —         | MPC                           |
| 91279                 | 1999 EN8   | 14 mar 1999 | Kitt Peak           | Spacewatch              | —         | MPC                           |
| 91280                 | 1999 EO11  | 15 mar 1999 | Kitt Peak           | Spacewatch              | Mitidika  | MPC                           |
| 91281                 | 1999 EQ11  | 12 mar 1999 | Socorro             | LINEAR                  | —         | MPC                           |
| 91282                 | 1999 FL1   | 16 mar 1999 | Kitt Peak           | Spacewatch              | —         | MPC                           |
| 91283                 | 1999 FE2   | 16 mar 1999 | Kitt Peak           | Spacewatch              | —         | MPC                           |
| 91284                 | 1999 FE7   | 19 mar 1999 | Fountain Hills      | C. W. Juels             | —         | MPC                           |
| 91285                 | 1999 FP9   | 22 mar 1999 | Anderson Mesa       | LONEOS                  | —         | MPC                           |
| 91286                 | 1999 FB17  | 23 mar 1999 | Kitt Peak           | Spacewatch              | Mitidika  | MPC                           |
| 91287 Simon-Garfunkel | 1999 FP21  | 21 mar 1999 | Wykrota             | C. Jacques              | —         | MPC                           |
| 91288                 | 1999 FZ21  | 19 mar 1999 | Socorro             | LINEAR                  | —         | MPC                           |
| 91289                 | 1999 FN22  | 19 mar 1999 | Socorro             | LINEAR                  | —         | MPC                           |
| 91290                 | 1999 FR25  | 19 mar 1999 | Socorro             | LINEAR                  | —         | MPC                           |
| 91291                 | 1999 FD27  | 19 mar 1999 | Socorro             | LINEAR                  | —         | MPC                           |
| 91292                 | 1999 FF27  | 19 mar 1999 | Socorro             | LINEAR                  | —         | MPC                           |
| 91293                 | 1999 FD28  | 19 mar 1999 | Socorro             | LINEAR                  | —         | MPC                           |
| 91294                 | 1999 FD29  | 19 mar 1999 | Socorro             | LINEAR                  | —         | MPC                           |
| 91295                 | 1999 FK29  | 19 mar 1999 | Socorro             | LINEAR                  | —         | MPC                           |
| 91296                 | 1999 FW29  | 19 mar 1999 | Socorro             | LINEAR                  | —         | MPC                           |
| 91297                 | 1999 FD31  | 19 mar 1999 | Socorro             | LINEAR                  | —         | MPC                           |
| 91298                 | 1999 FQ31  | 19 mar 1999 | Socorro             | LINEAR                  | —         | MPC                           |
| 91299                 | 1999 FL32  | 19 mar 1999 | Socorro             | LINEAR                  | —         | MPC                           |
| 91300                 | 1999 FZ34  | 19 mar 1999 | Socorro             | LINEAR                  | —         | MPC                           |

## 91301–91400
| Designação           | Designação | Descoberta  | Descoberta          | Descobridor(es)       | Categoria | Mais informações / Referência |
| Permanente           | Provisória | Data        | Local               | Descobridor(es)       | Categoria | Mais informações / Referência |
| -------------------- | ---------- | ----------- | ------------------- | --------------------- | --------- | ----------------------------- |
| 91301                | 1999 FM36  | 20 mar 1999 | Socorro             | LINEAR                | —         | MPC                           |
| 91302                | 1999 FU36  | 20 mar 1999 | Socorro             | LINEAR                | —         | MPC                           |
| 91303                | 1999 FG41  | 20 mar 1999 | Socorro             | LINEAR                | —         | MPC                           |
| 91304                | 1999 FU44  | 20 mar 1999 | Socorro             | LINEAR                | —         | MPC                           |
| 91305                | 1999 FK46  | 20 mar 1999 | Socorro             | LINEAR                | —         | MPC                           |
| 91306                | 1999 FE47  | 20 mar 1999 | Socorro             | LINEAR                | —         | MPC                           |
| 91307                | 1999 FU48  | 20 mar 1999 | Socorro             | LINEAR                | —         | MPC                           |
| 91308                | 1999 FY52  | 20 mar 1999 | Socorro             | LINEAR                | —         | MPC                           |
| 91309                | 1999 FB55  | 20 mar 1999 | Socorro             | LINEAR                | —         | MPC                           |
| 91310                | 1999 GH5   | 6 abr 1999  | Xinglong            | SCAP                  | —         | MPC                           |
| 91311                | 1999 GB7   | 15 abr 1999 | Socorro             | LINEAR                | —         | MPC                           |
| 91312                | 1999 GE7   | 13 abr 1999 | Višnjan Observatory | K. Korlević, M. Jurić | —         | MPC                           |
| 91313                | 1999 GR7   | 7 abr 1999  | Anderson Mesa       | LONEOS                | Mitidika  | MPC                           |
| 91314                | 1999 GB8   | 9 abr 1999  | Anderson Mesa       | LONEOS                | —         | MPC                           |
| 91315                | 1999 GM8   | 9 abr 1999  | Anderson Mesa       | LONEOS                | —         | MPC                           |
| 91316                | 1999 GW13  | 14 abr 1999 | Kitt Peak           | Spacewatch            | —         | MPC                           |
| 91317                | 1999 GV17  | 15 abr 1999 | Socorro             | LINEAR                | —         | MPC                           |
| 91318                | 1999 GO18  | 15 abr 1999 | Socorro             | LINEAR                | —         | MPC                           |
| 91319                | 1999 GR24  | 6 abr 1999  | Socorro             | LINEAR                | —         | MPC                           |
| 91320                | 1999 GS24  | 6 abr 1999  | Socorro             | LINEAR                | —         | MPC                           |
| 91321                | 1999 GX25  | 7 abr 1999  | Socorro             | LINEAR                | —         | MPC                           |
| 91322                | 1999 GK31  | 7 abr 1999  | Socorro             | LINEAR                | Phocaea   | MPC                           |
| 91323                | 1999 GG35  | 6 abr 1999  | Socorro             | LINEAR                | —         | MPC                           |
| 91324                | 1999 GN42  | 12 abr 1999 | Socorro             | LINEAR                | —         | MPC                           |
| 91325                | 1999 GD47  | 6 abr 1999  | Anderson Mesa       | LONEOS                | —         | MPC                           |
| 91326                | 1999 GV51  | 11 abr 1999 | Anderson Mesa       | LONEOS                | —         | MPC                           |
| 91327                | 1999 GK53  | 11 abr 1999 | Anderson Mesa       | LONEOS                | —         | MPC                           |
| 91328                | 1999 GY62  | 12 abr 1999 | Kitt Peak           | Spacewatch            | —         | MPC                           |
| 91329                | 1999 GK63  | 9 abr 1999  | Anderson Mesa       | LONEOS                | —         | MPC                           |
| 91330                | 1999 HM2   | 20 abr 1999 | Kleť                | Kleť Obs.             | —         | MPC                           |
| 91331                | 1999 HX4   | 17 abr 1999 | Kitt Peak           | Spacewatch            | —         | MPC                           |
| 91332                | 1999 HZ9   | 17 abr 1999 | Socorro             | LINEAR                | —         | MPC                           |
| 91333                | 1999 JP2   | 8 mai 1999  | Catalina            | CSS                   | —         | MPC                           |
| 91334                | 1999 JK8   | 12 mai 1999 | Socorro             | LINEAR                | —         | MPC                           |
| 91335                | 1999 JT9   | 8 mai 1999  | Catalina            | CSS                   | —         | MPC                           |
| 91336                | 1999 JW13  | 10 mai 1999 | Socorro             | LINEAR                | —         | MPC                           |
| 91337                | 1999 JG14  | 13 mai 1999 | Socorro             | LINEAR                | Eos       | MPC                           |
| 91338                | 1999 JR14  | 10 mai 1999 | Socorro             | LINEAR                | —         | MPC                           |
| 91339                | 1999 JR15  | 10 mai 1999 | Socorro             | LINEAR                | —         | MPC                           |
| 91340                | 1999 JZ20  | 10 mai 1999 | Socorro             | LINEAR                | —         | MPC                           |
| 91341                | 1999 JC25  | 10 mai 1999 | Socorro             | LINEAR                | —         | MPC                           |
| 91342                | 1999 JU29  | 10 mai 1999 | Socorro             | LINEAR                | —         | MPC                           |
| 91343                | 1999 JP30  | 10 mai 1999 | Socorro             | LINEAR                | —         | MPC                           |
| 91344                | 1999 JQ30  | 10 mai 1999 | Socorro             | LINEAR                | —         | MPC                           |
| 91345                | 1999 JK36  | 10 mai 1999 | Socorro             | LINEAR                | —         | MPC                           |
| 91346                | 1999 JR37  | 10 mai 1999 | Socorro             | LINEAR                | —         | MPC                           |
| 91347                | 1999 JL39  | 10 mai 1999 | Socorro             | LINEAR                | —         | MPC                           |
| 91348                | 1999 JF45  | 10 mai 1999 | Socorro             | LINEAR                | —         | MPC                           |
| 91349                | 1999 JR51  | 10 mai 1999 | Socorro             | LINEAR                | —         | MPC                           |
| 91350                | 1999 JR53  | 10 mai 1999 | Socorro             | LINEAR                | —         | MPC                           |
| 91351                | 1999 JK54  | 10 mai 1999 | Socorro             | LINEAR                | —         | MPC                           |
| 91352                | 1999 JH55  | 10 mai 1999 | Socorro             | LINEAR                | —         | MPC                           |
| 91353                | 1999 JX55  | 10 mai 1999 | Socorro             | LINEAR                | —         | MPC                           |
| 91354                | 1999 JY55  | 10 mai 1999 | Socorro             | LINEAR                | —         | MPC                           |
| 91355                | 1999 JA57  | 10 mai 1999 | Socorro             | LINEAR                | —         | MPC                           |
| 91356                | 1999 JC58  | 10 mai 1999 | Socorro             | LINEAR                | —         | MPC                           |
| 91357                | 1999 JA65  | 10 mai 1999 | Socorro             | LINEAR                | —         | MPC                           |
| 91358                | 1999 JL65  | 12 mai 1999 | Socorro             | LINEAR                | —         | MPC                           |
| 91359                | 1999 JE66  | 12 mai 1999 | Socorro             | LINEAR                | —         | MPC                           |
| 91360                | 1999 JZ66  | 12 mai 1999 | Socorro             | LINEAR                | —         | MPC                           |
| 91361                | 1999 JW68  | 12 mai 1999 | Socorro             | LINEAR                | —         | MPC                           |
| 91362                | 1999 JN71  | 12 mai 1999 | Socorro             | LINEAR                | —         | MPC                           |
| 91363                | 1999 JM72  | 12 mai 1999 | Socorro             | LINEAR                | —         | MPC                           |
| 91364                | 1999 JY78  | 13 mai 1999 | Socorro             | LINEAR                | —         | MPC                           |
| 91365                | 1999 JL84  | 12 mai 1999 | Socorro             | LINEAR                | —         | MPC                           |
| 91366                | 1999 JT84  | 12 mai 1999 | Socorro             | LINEAR                | —         | MPC                           |
| 91367                | 1999 JE86  | 12 mai 1999 | Socorro             | LINEAR                | —         | MPC                           |
| 91368                | 1999 JB89  | 12 mai 1999 | Socorro             | LINEAR                | —         | MPC                           |
| 91369                | 1999 JW90  | 12 mai 1999 | Socorro             | LINEAR                | Phocaea   | MPC                           |
| 91370                | 1999 JQ94  | 12 mai 1999 | Socorro             | LINEAR                | —         | MPC                           |
| 91371                | 1999 JY94  | 12 mai 1999 | Socorro             | LINEAR                | —         | MPC                           |
| 91372                | 1999 JO96  | 12 mai 1999 | Socorro             | LINEAR                | —         | MPC                           |
| 91373                | 1999 JQ98  | 12 mai 1999 | Socorro             | LINEAR                | —         | MPC                           |
| 91374                | 1999 JZ98  | 12 mai 1999 | Socorro             | LINEAR                | —         | MPC                           |
| 91375                | 1999 JD99  | 12 mai 1999 | Socorro             | LINEAR                | —         | MPC                           |
| 91376                | 1999 JU100 | 12 mai 1999 | Socorro             | LINEAR                | —         | MPC                           |
| 91377                | 1999 JR103 | 13 mai 1999 | Socorro             | LINEAR                | —         | MPC                           |
| 91378                | 1999 JE104 | 14 mai 1999 | Socorro             | LINEAR                | —         | MPC                           |
| 91379                | 1999 JN105 | 13 mai 1999 | Socorro             | LINEAR                | —         | MPC                           |
| 91380                | 1999 JW105 | 13 mai 1999 | Socorro             | LINEAR                | —         | MPC                           |
| 91381                | 1999 JR109 | 13 mai 1999 | Socorro             | LINEAR                | —         | MPC                           |
| 91382                | 1999 JZ115 | 13 mai 1999 | Socorro             | LINEAR                | —         | MPC                           |
| 91383                | 1999 JR116 | 13 mai 1999 | Socorro             | LINEAR                | —         | MPC                           |
| 91384                | 1999 JT119 | 13 mai 1999 | Socorro             | LINEAR                | —         | MPC                           |
| 91385                | 1999 JW125 | 13 mai 1999 | Socorro             | LINEAR                | —         | MPC                           |
| 91386                | 1999 JL127 | 13 mai 1999 | Socorro             | LINEAR                | —         | MPC                           |
| 91387                | 1999 JP129 | 12 mai 1999 | Socorro             | LINEAR                | —         | MPC                           |
| 91388                | 1999 JM132 | 13 mai 1999 | Socorro             | LINEAR                | —         | MPC                           |
| 91389                | 1999 JN137 | 9 mai 1999  | Catalina            | CSS                   | —         | MPC                           |
| 91390                | 1999 KL    | 16 mai 1999 | Kitt Peak           | Spacewatch            | —         | MPC                           |
| 91391                | 1999 KQ5   | 16 mai 1999 | Bergisch Gladbach   | W. Bickel             | —         | MPC                           |
| 91392                | 1999 KL7   | 18 mai 1999 | Socorro             | LINEAR                | —         | MPC                           |
| 91393                | 1999 KV7   | 18 mai 1999 | Socorro             | LINEAR                | —         | MPC                           |
| 91394                | 1999 LM    | 6 jun 1999  | Prescott            | P. G. Comba           | —         | MPC                           |
| 91395 Sakanouenokumo | 1999 LM1   | 5 jun 1999  | Kuma Kogen          | A. Nakamura           | —         | MPC                           |
| 91396                | 1999 LF5   | 10 jun 1999 | Socorro             | LINEAR                | —         | MPC                           |
| 91397                | 1999 LL8   | 8 jun 1999  | Socorro             | LINEAR                | —         | MPC                           |
| 91398                | 1999 LV33  | 11 jun 1999 | Catalina            | CSS                   | Phocaea   | MPC                           |
| 91399                | 1999 LO35  | 8 jun 1999  | Catalina            | CSS                   | —         | MPC                           |
| 91400                | 1999 MW    | 23 jun 1999 | Farra d'Isonzo      | Farra d'Isonzo        | —         | MPC                           |

## 91401–91500
| Designação          | Designação | Descoberta  | Descoberta          | Descobridor(es)        | Categoria | Mais informações / Referência |
| Permanente          | Provisória | Data        | Local               | Descobridor(es)        | Categoria | Mais informações / Referência |
| ------------------- | ---------- | ----------- | ------------------- | ---------------------- | --------- | ----------------------------- |
| 91401               | 1999 MY    | 22 jun 1999 | Woomera             | F. B. Zoltowski        | —         | MPC                           |
| 91402               | 1999 NW    | 9 jul 1999  | Woomera             | F. B. Zoltowski        | —         | MPC                           |
| 91403               | 1999 NY5   | 13 jul 1999 | Socorro             | LINEAR                 | —         | MPC                           |
| 91404               | 1999 NT6   | 13 jul 1999 | Socorro             | LINEAR                 | —         | MPC                           |
| 91405               | 1999 NB10  | 13 jul 1999 | Socorro             | LINEAR                 | —         | MPC                           |
| 91406               | 1999 NA11  | 13 jul 1999 | Socorro             | LINEAR                 | Phocaea   | MPC                           |
| 91407               | 1999 NM11  | 13 jul 1999 | Socorro             | LINEAR                 | —         | MPC                           |
| 91408               | 1999 NP11  | 13 jul 1999 | Socorro             | LINEAR                 | Phocaea   | MPC                           |
| 91409               | 1999 NP15  | 14 jul 1999 | Socorro             | LINEAR                 | —         | MPC                           |
| 91410               | 1999 NZ30  | 14 jul 1999 | Socorro             | LINEAR                 | —         | MPC                           |
| 91411               | 1999 NJ41  | 14 jul 1999 | Socorro             | LINEAR                 | —         | MPC                           |
| 91412               | 1999 NP42  | 14 jul 1999 | Socorro             | LINEAR                 | —         | MPC                           |
| 91413               | 1999 NN49  | 13 jul 1999 | Socorro             | LINEAR                 | —         | MPC                           |
| 91414               | 1999 ND54  | 12 jul 1999 | Socorro             | LINEAR                 | Phocaea   | MPC                           |
| 91415               | 1999 NH54  | 12 jul 1999 | Socorro             | LINEAR                 | —         | MPC                           |
| 91416               | 1999 NH55  | 12 jul 1999 | Socorro             | LINEAR                 | Phocaea   | MPC                           |
| 91417               | 1999 NU55  | 12 jul 1999 | Socorro             | LINEAR                 | —         | MPC                           |
| 91418               | 1999 NY56  | 12 jul 1999 | Socorro             | LINEAR                 | —         | MPC                           |
| 91419               | 1999 NP59  | 13 jul 1999 | Socorro             | LINEAR                 | —         | MPC                           |
| 91420               | 1999 NK60  | 13 jul 1999 | Socorro             | LINEAR                 | —         | MPC                           |
| 91421               | 1999 NA65  | 14 jul 1999 | Socorro             | LINEAR                 | —         | MPC                           |
| 91422 Giraudon      | 1999 OH    | 16 jul 1999 | Pises               | Pises Obs.             | —         | MPC                           |
| 91423               | 1999 OT4   | 16 jul 1999 | Socorro             | LINEAR                 | —         | MPC                           |
| 91424               | 1999 PT1   | 10 ago 1999 | Ametlla de Mar      | J. Nomen               | —         | MPC                           |
| 91425               | 1999 PM2   | 7 ago 1999  | Kitt Peak           | Spacewatch             | —         | MPC                           |
| 91426               | 1999 PE4   | 13 ago 1999 | Reedy Creek         | J. Broughton           | —         | MPC                           |
| 91427               | 1999 PB5   | 14 ago 1999 | Ondřejov            | P. Kušnirák, P. Pravec | —         | MPC                           |
| 91428 Cortesi       | 1999 QT1   | 20 ago 1999 | Gnosca              | S. Sposetti            | Phocaea   | MPC                           |
| 91429 Michelebianda | 1999 QO2   | 30 ago 1999 | Gnosca              | S. Sposetti            | —         | MPC                           |
| 91430               | 1999 RL    | 4 set 1999  | Prescott            | P. G. Comba            | —         | MPC                           |
| 91431               | 1999 RQ    | 3 set 1999  | Ondřejov            | L. Kotková             | —         | MPC                           |
| 91432               | 1999 RF1   | 4 set 1999  | Prescott            | P. G. Comba            | —         | MPC                           |
| 91433               | 1999 RL2   | 4 set 1999  | Catalina            | CSS                    | —         | MPC                           |
| 91434               | 1999 RY3   | 4 set 1999  | Catalina            | CSS                    | —         | MPC                           |
| 91435               | 1999 RX6   | 3 set 1999  | Kitt Peak           | Spacewatch             | Brangane  | MPC                           |
| 91436               | 1999 RY6   | 3 set 1999  | Kitt Peak           | Spacewatch             | —         | MPC                           |
| 91437               | 1999 RB9   | 4 set 1999  | Kitt Peak           | Spacewatch             | —         | MPC                           |
| 91438               | 1999 RA12  | 7 set 1999  | Socorro             | LINEAR                 | —         | MPC                           |
| 91439               | 1999 RD12  | 7 set 1999  | Socorro             | LINEAR                 | —         | MPC                           |
| 91440               | 1999 RK12  | 7 set 1999  | Socorro             | LINEAR                 | —         | MPC                           |
| 91441               | 1999 RU14  | 7 set 1999  | Socorro             | LINEAR                 | Brangane  | MPC                           |
| 91442               | 1999 RD17  | 7 set 1999  | Socorro             | LINEAR                 | —         | MPC                           |
| 91443               | 1999 RH17  | 7 set 1999  | Socorro             | LINEAR                 | —         | MPC                           |
| 91444               | 1999 RS17  | 7 set 1999  | Socorro             | LINEAR                 | —         | MPC                           |
| 91445               | 1999 RC19  | 7 set 1999  | Socorro             | LINEAR                 | —         | MPC                           |
| 91446               | 1999 RD19  | 7 set 1999  | Socorro             | LINEAR                 | —         | MPC                           |
| 91447               | 1999 RH19  | 7 set 1999  | Socorro             | LINEAR                 | —         | MPC                           |
| 91448               | 1999 RY21  | 7 set 1999  | Socorro             | LINEAR                 | —         | MPC                           |
| 91449               | 1999 RQ24  | 7 set 1999  | Socorro             | LINEAR                 | Brangane  | MPC                           |
| 91450               | 1999 RV24  | 7 set 1999  | Socorro             | LINEAR                 | —         | MPC                           |
| 91451               | 1999 RG38  | 13 set 1999 | Višnjan Observatory | K. Korlević            | —         | MPC                           |
| 91452               | 1999 RL43  | 14 set 1999 | Ondřejov            | P. Kušnirák, P. Pravec | Brangane  | MPC                           |
| 91453               | 1999 RA49  | 7 set 1999  | Socorro             | LINEAR                 | —         | MPC                           |
| 91454               | 1999 RK49  | 7 set 1999  | Socorro             | LINEAR                 | Phocaea   | MPC                           |
| 91455               | 1999 RV49  | 7 set 1999  | Socorro             | LINEAR                 | —         | MPC                           |
| 91456               | 1999 RK58  | 7 set 1999  | Socorro             | LINEAR                 | —         | MPC                           |
| 91457               | 1999 RL65  | 7 set 1999  | Socorro             | LINEAR                 | —         | MPC                           |
| 91458               | 1999 RX66  | 7 set 1999  | Socorro             | LINEAR                 | —         | MPC                           |
| 91459               | 1999 RE69  | 7 set 1999  | Socorro             | LINEAR                 | —         | MPC                           |
| 91460               | 1999 RK71  | 7 set 1999  | Socorro             | LINEAR                 | —         | MPC                           |
| 91461               | 1999 RQ71  | 7 set 1999  | Socorro             | LINEAR                 | —         | MPC                           |
| 91462               | 1999 RL72  | 7 set 1999  | Socorro             | LINEAR                 | —         | MPC                           |
| 91463               | 1999 RZ75  | 7 set 1999  | Socorro             | LINEAR                 | Brangane  | MPC                           |
| 91464               | 1999 RZ77  | 7 set 1999  | Socorro             | LINEAR                 | —         | MPC                           |
| 91465               | 1999 RE80  | 7 set 1999  | Socorro             | LINEAR                 | Chimaera  | MPC                           |
| 91466               | 1999 RU81  | 7 set 1999  | Socorro             | LINEAR                 | —         | MPC                           |
| 91467               | 1999 RQ83  | 7 set 1999  | Socorro             | LINEAR                 | —         | MPC                           |
| 91468               | 1999 RH87  | 7 set 1999  | Socorro             | LINEAR                 | —         | MPC                           |
| 91469               | 1999 RW87  | 7 set 1999  | Socorro             | LINEAR                 | —         | MPC                           |
| 91470               | 1999 RX87  | 7 set 1999  | Socorro             | LINEAR                 | —         | MPC                           |
| 91471               | 1999 RJ89  | 7 set 1999  | Socorro             | LINEAR                 | Brangane  | MPC                           |
| 91472               | 1999 RY91  | 7 set 1999  | Socorro             | LINEAR                 | —         | MPC                           |
| 91473               | 1999 RJ95  | 7 set 1999  | Socorro             | LINEAR                 | —         | MPC                           |
| 91474               | 1999 RO95  | 7 set 1999  | Socorro             | LINEAR                 | —         | MPC                           |
| 91475               | 1999 RH96  | 7 set 1999  | Socorro             | LINEAR                 | —         | MPC                           |
| 91476               | 1999 RA97  | 7 set 1999  | Socorro             | LINEAR                 | —         | MPC                           |
| 91477               | 1999 RJ97  | 7 set 1999  | Socorro             | LINEAR                 | —         | MPC                           |
| 91478               | 1999 RO99  | 8 set 1999  | Socorro             | LINEAR                 | —         | MPC                           |
| 91479               | 1999 RL107 | 8 set 1999  | Socorro             | LINEAR                 | —         | MPC                           |
| 91480               | 1999 RP107 | 8 set 1999  | Socorro             | LINEAR                 | —         | MPC                           |
| 91481               | 1999 RV108 | 8 set 1999  | Socorro             | LINEAR                 | —         | MPC                           |
| 91482               | 1999 RP110 | 8 set 1999  | Socorro             | LINEAR                 | —         | MPC                           |
| 91483               | 1999 RS110 | 8 set 1999  | Socorro             | LINEAR                 | —         | MPC                           |
| 91484               | 1999 RL112 | 9 set 1999  | Socorro             | LINEAR                 | —         | MPC                           |
| 91485               | 1999 RF115 | 9 set 1999  | Socorro             | LINEAR                 | —         | MPC                           |
| 91486               | 1999 RS117 | 9 set 1999  | Socorro             | LINEAR                 | —         | MPC                           |
| 91487               | 1999 RT117 | 9 set 1999  | Socorro             | LINEAR                 | —         | MPC                           |
| 91488               | 1999 RL119 | 9 set 1999  | Socorro             | LINEAR                 | —         | MPC                           |
| 91489               | 1999 RL121 | 9 set 1999  | Socorro             | LINEAR                 | Brangane  | MPC                           |
| 91490               | 1999 RX123 | 9 set 1999  | Socorro             | LINEAR                 | —         | MPC                           |
| 91491               | 1999 RA124 | 9 set 1999  | Socorro             | LINEAR                 | —         | MPC                           |
| 91492               | 1999 RY132 | 9 set 1999  | Socorro             | LINEAR                 | —         | MPC                           |
| 91493               | 1999 RE134 | 9 set 1999  | Socorro             | LINEAR                 | —         | MPC                           |
| 91494               | 1999 RS135 | 9 set 1999  | Socorro             | LINEAR                 | —         | MPC                           |
| 91495               | 1999 RZ138 | 9 set 1999  | Socorro             | LINEAR                 | —         | MPC                           |
| 91496               | 1999 RT141 | 9 set 1999  | Socorro             | LINEAR                 | —         | MPC                           |
| 91497               | 1999 RF142 | 9 set 1999  | Socorro             | LINEAR                 | —         | MPC                           |
| 91498               | 1999 RG142 | 9 set 1999  | Socorro             | LINEAR                 | —         | MPC                           |
| 91499               | 1999 RX144 | 9 set 1999  | Socorro             | LINEAR                 | —         | MPC                           |
| 91500               | 1999 RA147 | 9 set 1999  | Socorro             | LINEAR                 | —         | MPC                           |

## 91501–91600
| Designação       | Designação | Descoberta  | Descoberta                          | Descobridor(es)                      | Categoria | Mais informações / Referência |
| Permanente       | Provisória | Data        | Local                               | Descobridor(es)                      | Categoria | Mais informações / Referência |
| ---------------- | ---------- | ----------- | ----------------------------------- | ------------------------------------ | --------- | ----------------------------- |
| 91501            | 1999 RW147 | 9 set 1999  | Socorro                             | LINEAR                               | —         | MPC                           |
| 91502            | 1999 RP150 | 9 set 1999  | Socorro                             | LINEAR                               | Phocaea   | MPC                           |
| 91503            | 1999 RR150 | 9 set 1999  | Socorro                             | LINEAR                               | —         | MPC                           |
| 91504            | 1999 RZ153 | 9 set 1999  | Socorro                             | LINEAR                               | —         | MPC                           |
| 91505            | 1999 RA158 | 9 set 1999  | Socorro                             | LINEAR                               | Phocaea   | MPC                           |
| 91506            | 1999 RC160 | 9 set 1999  | Socorro                             | LINEAR                               | —         | MPC                           |
| 91507            | 1999 RM160 | 9 set 1999  | Socorro                             | LINEAR                               | —         | MPC                           |
| 91508            | 1999 RZ160 | 9 set 1999  | Socorro                             | LINEAR                               | —         | MPC                           |
| 91509            | 1999 RY161 | 9 set 1999  | Socorro                             | LINEAR                               | —         | MPC                           |
| 91510            | 1999 RA162 | 9 set 1999  | Socorro                             | LINEAR                               | —         | MPC                           |
| 91511            | 1999 RJ163 | 9 set 1999  | Socorro                             | LINEAR                               | —         | MPC                           |
| 91512            | 1999 RL165 | 9 set 1999  | Socorro                             | LINEAR                               | —         | MPC                           |
| 91513            | 1999 RG166 | 9 set 1999  | Socorro                             | LINEAR                               | —         | MPC                           |
| 91514            | 1999 RJ166 | 9 set 1999  | Socorro                             | LINEAR                               | —         | MPC                           |
| 91515            | 1999 RR169 | 9 set 1999  | Socorro                             | LINEAR                               | —         | MPC                           |
| 91516            | 1999 RD174 | 9 set 1999  | Socorro                             | LINEAR                               | —         | MPC                           |
| 91517            | 1999 RO175 | 9 set 1999  | Socorro                             | LINEAR                               | —         | MPC                           |
| 91518            | 1999 RJ177 | 9 set 1999  | Socorro                             | LINEAR                               | —         | MPC                           |
| 91519            | 1999 RT180 | 9 set 1999  | Socorro                             | LINEAR                               | —         | MPC                           |
| 91520            | 1999 RK183 | 9 set 1999  | Socorro                             | LINEAR                               | —         | MPC                           |
| 91521            | 1999 RY183 | 9 set 1999  | Socorro                             | LINEAR                               | —         | MPC                           |
| 91522            | 1999 RJ185 | 9 set 1999  | Socorro                             | LINEAR                               | —         | MPC                           |
| 91523            | 1999 RM185 | 9 set 1999  | Socorro                             | LINEAR                               | —         | MPC                           |
| 91524            | 1999 RN187 | 9 set 1999  | Socorro                             | LINEAR                               | —         | MPC                           |
| 91525            | 1999 RA189 | 9 set 1999  | Socorro                             | LINEAR                               | Brangane  | MPC                           |
| 91526            | 1999 RF189 | 9 set 1999  | Socorro                             | LINEAR                               | —         | MPC                           |
| 91527            | 1999 RT189 | 9 set 1999  | Socorro                             | LINEAR                               | —         | MPC                           |
| 91528            | 1999 RV191 | 11 set 1999 | Socorro                             | LINEAR                               | Flora     | MPC                           |
| 91529            | 1999 RL193 | 13 set 1999 | Farpoint                            | G. Hug, G. Bell                      | —         | MPC                           |
| 91530            | 1999 RG194 | 7 set 1999  | Socorro                             | LINEAR                               | —         | MPC                           |
| 91531            | 1999 RH195 | 8 set 1999  | Socorro                             | LINEAR                               | —         | MPC                           |
| 91532            | 1999 RC196 | 8 set 1999  | Socorro                             | LINEAR                               | —         | MPC                           |
| 91533            | 1999 RY199 | 8 set 1999  | Socorro                             | LINEAR                               | —         | MPC                           |
| 91534            | 1999 RC200 | 8 set 1999  | Socorro                             | LINEAR                               | —         | MPC                           |
| 91535            | 1999 RD200 | 8 set 1999  | Socorro                             | LINEAR                               | —         | MPC                           |
| 91536            | 1999 RK201 | 8 set 1999  | Socorro                             | LINEAR                               | —         | MPC                           |
| 91537            | 1999 RG203 | 8 set 1999  | Socorro                             | LINEAR                               | Brangane  | MPC                           |
| 91538            | 1999 RA204 | 8 set 1999  | Socorro                             | LINEAR                               | Eos       | MPC                           |
| 91539            | 1999 RP204 | 8 set 1999  | Socorro                             | LINEAR                               | Brangane  | MPC                           |
| 91540            | 1999 RH205 | 8 set 1999  | Socorro                             | LINEAR                               | —         | MPC                           |
| 91541            | 1999 RG206 | 8 set 1999  | Socorro                             | LINEAR                               | —         | MPC                           |
| 91542            | 1999 RC207 | 8 set 1999  | Socorro                             | LINEAR                               | —         | MPC                           |
| 91543            | 1999 RJ207 | 8 set 1999  | Socorro                             | LINEAR                               | —         | MPC                           |
| 91544            | 1999 RM207 | 8 set 1999  | Socorro                             | LINEAR                               | —         | MPC                           |
| 91545            | 1999 RT209 | 8 set 1999  | Socorro                             | LINEAR                               | Brangane  | MPC                           |
| 91546            | 1999 RV209 | 8 set 1999  | Socorro                             | LINEAR                               | —         | MPC                           |
| 91547            | 1999 RZ209 | 8 set 1999  | Socorro                             | LINEAR                               | —         | MPC                           |
| 91548            | 1999 RN210 | 8 set 1999  | Socorro                             | LINEAR                               | —         | MPC                           |
| 91549            | 1999 RU210 | 8 set 1999  | Socorro                             | LINEAR                               | Charis    | MPC                           |
| 91550            | 1999 RW210 | 8 set 1999  | Socorro                             | LINEAR                               | —         | MPC                           |
| 91551            | 1999 RA212 | 8 set 1999  | Socorro                             | LINEAR                               | —         | MPC                           |
| 91552            | 1999 RG213 | 8 set 1999  | Bergisch Gladbach                   | W. Bickel                            | —         | MPC                           |
| 91553 Claudedoom | 1999 RD214 | 8 set 1999  | Observatório Real da Bélgica, Uccle | T. Pauwels                           | —         | MPC                           |
| 91554            | 1999 RZ215 | 8 set 1999  | Mauna Kea                           | J. X. Luu, C. Trujillo, D. C. Jewitt | —         | MPC                           |
| 91555            | 1999 RE219 | 5 set 1999  | Kitt Peak                           | Spacewatch                           | —         | MPC                           |
| 91556            | 1999 RT220 | 5 set 1999  | Catalina                            | CSS                                  | —         | MPC                           |
| 91557            | 1999 RW222 | 7 set 1999  | Catalina                            | CSS                                  | —         | MPC                           |
| 91558            | 1999 RL226 | 4 set 1999  | Catalina                            | CSS                                  | —         | MPC                           |
| 91559            | 1999 RM226 | 4 set 1999  | Kitt Peak                           | Spacewatch                           | —         | MPC                           |
| 91560            | 1999 RW226 | 5 set 1999  | Catalina                            | CSS                                  | —         | MPC                           |
| 91561            | 1999 RK230 | 8 set 1999  | Catalina                            | CSS                                  | —         | MPC                           |
| 91562            | 1999 RM231 | 9 set 1999  | Anderson Mesa                       | LONEOS                               | —         | MPC                           |
| 91563            | 1999 RJ235 | 8 set 1999  | Catalina                            | CSS                                  | —         | MPC                           |
| 91564            | 1999 RN235 | 8 set 1999  | Socorro                             | LINEAR                               | —         | MPC                           |
| 91565            | 1999 RK237 | 8 set 1999  | Catalina                            | CSS                                  | Brangane  | MPC                           |
| 91566            | 1999 RQ237 | 8 set 1999  | Catalina                            | CSS                                  | —         | MPC                           |
| 91567            | 1999 RU239 | 8 set 1999  | Anderson Mesa                       | LONEOS                               | —         | MPC                           |
| 91568            | 1999 RD241 | 11 set 1999 | Anderson Mesa                       | LONEOS                               | —         | MPC                           |
| 91569            | 1999 RX248 | 7 set 1999  | Socorro                             | LINEAR                               | —         | MPC                           |
| 91570            | 1999 RN249 | 8 set 1999  | Socorro                             | LINEAR                               | Brangane  | MPC                           |
| 91571            | 1999 RZ252 | 8 set 1999  | Socorro                             | LINEAR                               | —         | MPC                           |
| 91572            | 1999 RF253 | 8 set 1999  | Socorro                             | LINEAR                               | —         | MPC                           |
| 91573            | 1999 SN2   | 16 set 1999 | Observatório Real da Bélgica, Uccle | T. Pauwels, S. I. Ipatov             | —         | MPC                           |
| 91574            | 1999 SV2   | 22 set 1999 | Ondřejov                            | L. Kotková                           | Brangane  | MPC                           |
| 91575            | 1999 SS6   | 30 set 1999 | Socorro                             | LINEAR                               | —         | MPC                           |
| 91576            | 1999 SL7   | 29 set 1999 | Socorro                             | LINEAR                               | —         | MPC                           |
| 91577            | 1999 SU8   | 29 set 1999 | Socorro                             | LINEAR                               | —         | MPC                           |
| 91578            | 1999 SK14  | 30 set 1999 | Catalina                            | CSS                                  | —         | MPC                           |
| 91579            | 1999 SQ15  | 30 set 1999 | Catalina                            | CSS                                  | Brangane  | MPC                           |
| 91580            | 1999 SS15  | 30 set 1999 | Catalina                            | CSS                                  | —         | MPC                           |
| 91581            | 1999 SW15  | 30 set 1999 | Catalina                            | CSS                                  | —         | MPC                           |
| 91582            | 1999 SF19  | 30 set 1999 | Socorro                             | LINEAR                               | —         | MPC                           |
| 91583            | 1999 SK20  | 30 set 1999 | Socorro                             | LINEAR                               | —         | MPC                           |
| 91584            | 1999 SQ20  | 30 set 1999 | Socorro                             | LINEAR                               | —         | MPC                           |
| 91585            | 1999 SR20  | 30 set 1999 | Socorro                             | LINEAR                               | —         | MPC                           |
| 91586            | 1999 SS23  | 30 set 1999 | Kitt Peak                           | Spacewatch                           | —         | MPC                           |
| 91587            | 1999 SD24  | 29 set 1999 | Catalina                            | CSS                                  | Brangane  | MPC                           |
| 91588            | 1999 TJ    | 2 out 1999  | Prescott                            | P. G. Comba                          | —         | MPC                           |
| 91589            | 1999 TF1   | 1 out 1999  | Višnjan Observatory                 | K. Korlević                          | —         | MPC                           |
| 91590            | 1999 TA3   | 3 out 1999  | Fountain Hills                      | C. W. Juels                          | Brangane  | MPC                           |
| 91591            | 1999 TJ3   | 4 out 1999  | Prescott                            | P. G. Comba                          | —         | MPC                           |
| 91592            | 1999 TU3   | 2 out 1999  | Ondřejov                            | L. Kotková                           | Brangane  | MPC                           |
| 91593            | 1999 TF7   | 6 out 1999  | Višnjan Observatory                 | K. Korlević, M. Jurić                | —         | MPC                           |
| 91594            | 1999 TN8   | 6 out 1999  | Višnjan Observatory                 | K. Korlević, M. Jurić                | —         | MPC                           |
| 91595            | 1999 TZ9   | 9 out 1999  | Prescott                            | P. G. Comba                          | —         | MPC                           |
| 91596            | 1999 TF11  | 9 out 1999  | Fountain Hills                      | C. W. Juels                          | —         | MPC                           |
| 91597            | 1999 TB13  | 10 out 1999 | Oizumi                              | T. Kobayashi                         | —         | MPC                           |
| 91598            | 1999 TK13  | 11 out 1999 | Lime Creek                          | R. Linderholm                        | —         | MPC                           |
| 91599            | 1999 TQ13  | 10 out 1999 | Črni Vrh                            | Črni Vrh                             | —         | MPC                           |
| 91600            | 1999 TN16  | 13 out 1999 | Ondřejov                            | P. Pravec, P. Kušnirák               | —         | MPC                           |

## 91601–91700
| Designação           | Designação | Descoberta  | Descoberta          | Descobridor(es)       | Categoria | Mais informações / Referência |
| Permanente           | Provisória | Data        | Local               | Descobridor(es)       | Categoria | Mais informações / Referência |
| -------------------- | ---------- | ----------- | ------------------- | --------------------- | --------- | ----------------------------- |
| 91601                | 1999 TA17  | 10 out 1999 | Višnjan Observatory | K. Korlević           | —         | MPC                           |
| 91602                | 1999 TM17  | 13 out 1999 | Modra               | A. Galád, P. Kolény   | Brangane  | MPC                           |
| 91603                | 1999 TA19  | 15 out 1999 | Višnjan Observatory | K. Korlević           | —         | MPC                           |
| 91604 Clausmadsen    | 1999 TN19  | 14 out 1999 | Uccle               | T. Pauwels, H. Boffin | Brangane  | MPC                           |
| 91605                | 1999 TC20  | 15 out 1999 | Xinglong            | SCAP                  | —         | MPC                           |
| 91606                | 1999 TE20  | 15 out 1999 | Xinglong            | SCAP                  | —         | MPC                           |
| 91607 Delaboudiniere | 1999 TP20  | 5 out 1999  | Goodricke-Pigott    | R. A. Tucker          | —         | MPC                           |
| 91608                | 1999 TW21  | 3 out 1999  | Kitt Peak           | Spacewatch            | —         | MPC                           |
| 91609                | 1999 TX21  | 3 out 1999  | Kitt Peak           | Spacewatch            | —         | MPC                           |
| 91610                | 1999 TP26  | 3 out 1999  | Socorro             | LINEAR                | Brangane  | MPC                           |
| 91611                | 1999 TN27  | 3 out 1999  | Socorro             | LINEAR                | Ursula    | MPC                           |
| 91612                | 1999 TJ30  | 4 out 1999  | Socorro             | LINEAR                | —         | MPC                           |
| 91613                | 1999 TO31  | 4 out 1999  | Socorro             | LINEAR                | Ursula    | MPC                           |
| 91614                | 1999 TF32  | 4 out 1999  | Socorro             | LINEAR                | —         | MPC                           |
| 91615                | 1999 TZ32  | 4 out 1999  | Socorro             | LINEAR                | —         | MPC                           |
| 91616                | 1999 TR33  | 4 out 1999  | Socorro             | LINEAR                | —         | MPC                           |
| 91617                | 1999 TW36  | 15 out 1999 | Anderson Mesa       | LONEOS                | —         | MPC                           |
| 91618                | 1999 TB38  | 1 out 1999  | Catalina            | CSS                   | —         | MPC                           |
| 91619                | 1999 TJ38  | 1 out 1999  | Catalina            | CSS                   | —         | MPC                           |
| 91620                | 1999 TA39  | 3 out 1999  | Catalina            | CSS                   | —         | MPC                           |
| 91621                | 1999 TK39  | 3 out 1999  | Catalina            | CSS                   | —         | MPC                           |
| 91622                | 1999 TJ40  | 5 out 1999  | Catalina            | CSS                   | —         | MPC                           |
| 91623                | 1999 TL41  | 2 out 1999  | Kitt Peak           | Spacewatch            | —         | MPC                           |
| 91624                | 1999 TP44  | 3 out 1999  | Kitt Peak           | Spacewatch            | —         | MPC                           |
| 91625                | 1999 TS53  | 6 out 1999  | Kitt Peak           | Spacewatch            | —         | MPC                           |
| 91626                | 1999 TJ55  | 6 out 1999  | Kitt Peak           | Spacewatch            | —         | MPC                           |
| 91627                | 1999 TW55  | 6 out 1999  | Kitt Peak           | Spacewatch            | —         | MPC                           |
| 91628                | 1999 TC58  | 6 out 1999  | Kitt Peak           | Spacewatch            | —         | MPC                           |
| 91629                | 1999 TR58  | 6 out 1999  | Kitt Peak           | Spacewatch            | —         | MPC                           |
| 91630                | 1999 TQ59  | 7 out 1999  | Kitt Peak           | Spacewatch            | Brangane  | MPC                           |
| 91631                | 1999 TF65  | 8 out 1999  | Kitt Peak           | Spacewatch            | —         | MPC                           |
| 91632                | 1999 TB68  | 8 out 1999  | Kitt Peak           | Spacewatch            | —         | MPC                           |
| 91633                | 1999 TM71  | 9 out 1999  | Kitt Peak           | Spacewatch            | —         | MPC                           |
| 91634                | 1999 TJ75  | 10 out 1999 | Kitt Peak           | Spacewatch            | —         | MPC                           |
| 91635                | 1999 TH79  | 11 out 1999 | Kitt Peak           | Spacewatch            | Pallas    | MPC                           |
| 91636                | 1999 TY79  | 11 out 1999 | Kitt Peak           | Spacewatch            | Brangane  | MPC                           |
| 91637                | 1999 TJ81  | 12 out 1999 | Kitt Peak           | Spacewatch            | —         | MPC                           |
| 91638                | 1999 TQ82  | 12 out 1999 | Kitt Peak           | Spacewatch            | —         | MPC                           |
| 91639                | 1999 TE85  | 14 out 1999 | Kitt Peak           | Spacewatch            | —         | MPC                           |
| 91640                | 1999 TA87  | 15 out 1999 | Kitt Peak           | Spacewatch            | —         | MPC                           |
| 91641                | 1999 TS90  | 2 out 1999  | Socorro             | LINEAR                | Chimaera  | MPC                           |
| 91642                | 1999 TE91  | 2 out 1999  | Socorro             | LINEAR                | —         | MPC                           |
| 91643                | 1999 TX91  | 2 out 1999  | Socorro             | LINEAR                | Brangane  | MPC                           |
| 91644                | 1999 TP92  | 2 out 1999  | Socorro             | LINEAR                | —         | MPC                           |
| 91645                | 1999 TE93  | 2 out 1999  | Socorro             | LINEAR                | —         | MPC                           |
| 91646                | 1999 TB95  | 2 out 1999  | Socorro             | LINEAR                | —         | MPC                           |
| 91647                | 1999 TG96  | 2 out 1999  | Socorro             | LINEAR                | —         | MPC                           |
| 91648                | 1999 TE97  | 2 out 1999  | Socorro             | LINEAR                | —         | MPC                           |
| 91649                | 1999 TE99  | 2 out 1999  | Socorro             | LINEAR                | —         | MPC                           |
| 91650                | 1999 TR100 | 2 out 1999  | Socorro             | LINEAR                | —         | MPC                           |
| 91651                | 1999 TU100 | 2 out 1999  | Socorro             | LINEAR                | —         | MPC                           |
| 91652                | 1999 TZ100 | 2 out 1999  | Socorro             | LINEAR                | —         | MPC                           |
| 91653                | 1999 TG101 | 2 out 1999  | Socorro             | LINEAR                | —         | MPC                           |
| 91654                | 1999 TJ101 | 2 out 1999  | Socorro             | LINEAR                | Brangane  | MPC                           |
| 91655                | 1999 TJ103 | 3 out 1999  | Socorro             | LINEAR                | —         | MPC                           |
| 91656                | 1999 TS103 | 3 out 1999  | Socorro             | LINEAR                | Brangane  | MPC                           |
| 91657                | 1999 TN104 | 3 out 1999  | Socorro             | LINEAR                | —         | MPC                           |
| 91658                | 1999 TX104 | 3 out 1999  | Socorro             | LINEAR                | —         | MPC                           |
| 91659                | 1999 TP105 | 3 out 1999  | Socorro             | LINEAR                | —         | MPC                           |
| 91660                | 1999 TY105 | 3 out 1999  | Socorro             | LINEAR                | —         | MPC                           |
| 91661                | 1999 TG106 | 4 out 1999  | Socorro             | LINEAR                | —         | MPC                           |
| 91662                | 1999 TL106 | 4 out 1999  | Socorro             | LINEAR                | —         | MPC                           |
| 91663                | 1999 TO107 | 4 out 1999  | Socorro             | LINEAR                | —         | MPC                           |
| 91664                | 1999 TP107 | 4 out 1999  | Socorro             | LINEAR                | —         | MPC                           |
| 91665                | 1999 TC109 | 4 out 1999  | Socorro             | LINEAR                | —         | MPC                           |
| 91666                | 1999 TF111 | 4 out 1999  | Socorro             | LINEAR                | —         | MPC                           |
| 91667                | 1999 TU111 | 4 out 1999  | Socorro             | LINEAR                | —         | MPC                           |
| 91668                | 1999 TD112 | 4 out 1999  | Socorro             | LINEAR                | Brangane  | MPC                           |
| 91669                | 1999 TL112 | 4 out 1999  | Socorro             | LINEAR                | —         | MPC                           |
| 91670                | 1999 TM112 | 4 out 1999  | Socorro             | LINEAR                | —         | MPC                           |
| 91671                | 1999 TL114 | 4 out 1999  | Socorro             | LINEAR                | —         | MPC                           |
| 91672                | 1999 TV114 | 4 out 1999  | Socorro             | LINEAR                | —         | MPC                           |
| 91673                | 1999 TY114 | 4 out 1999  | Socorro             | LINEAR                | —         | MPC                           |
| 91674                | 1999 TZ114 | 4 out 1999  | Socorro             | LINEAR                | —         | MPC                           |
| 91675                | 1999 TA115 | 4 out 1999  | Socorro             | LINEAR                | Brangane  | MPC                           |
| 91676                | 1999 TM115 | 4 out 1999  | Socorro             | LINEAR                | —         | MPC                           |
| 91677                | 1999 TU115 | 4 out 1999  | Socorro             | LINEAR                | Brangane  | MPC                           |
| 91678                | 1999 TB117 | 4 out 1999  | Socorro             | LINEAR                | —         | MPC                           |
| 91679                | 1999 TM119 | 4 out 1999  | Socorro             | LINEAR                | —         | MPC                           |
| 91680                | 1999 TX119 | 4 out 1999  | Socorro             | LINEAR                | —         | MPC                           |
| 91681                | 1999 TF120 | 4 out 1999  | Socorro             | LINEAR                | —         | MPC                           |
| 91682                | 1999 TV123 | 4 out 1999  | Socorro             | LINEAR                | —         | MPC                           |
| 91683                | 1999 TZ123 | 4 out 1999  | Socorro             | LINEAR                | —         | MPC                           |
| 91684                | 1999 TN126 | 4 out 1999  | Socorro             | LINEAR                | —         | MPC                           |
| 91685                | 1999 TT126 | 4 out 1999  | Socorro             | LINEAR                | —         | MPC                           |
| 91686                | 1999 TU126 | 4 out 1999  | Socorro             | LINEAR                | —         | MPC                           |
| 91687                | 1999 TA127 | 4 out 1999  | Socorro             | LINEAR                | —         | MPC                           |
| 91688                | 1999 TH127 | 4 out 1999  | Socorro             | LINEAR                | Themis    | MPC                           |
| 91689                | 1999 TJ127 | 4 out 1999  | Socorro             | LINEAR                | Ursula    | MPC                           |
| 91690                | 1999 TV127 | 15 out 1999 | Socorro             | LINEAR                | —         | MPC                           |
| 91691                | 1999 TG129 | 6 out 1999  | Socorro             | LINEAR                | —         | MPC                           |
| 91692                | 1999 TZ129 | 6 out 1999  | Socorro             | LINEAR                | —         | MPC                           |
| 91693                | 1999 TN130 | 6 out 1999  | Socorro             | LINEAR                | —         | MPC                           |
| 91694                | 1999 TH132 | 6 out 1999  | Socorro             | LINEAR                | —         | MPC                           |
| 91695                | 1999 TL136 | 6 out 1999  | Socorro             | LINEAR                | Ursula    | MPC                           |
| 91696                | 1999 TO136 | 6 out 1999  | Socorro             | LINEAR                | —         | MPC                           |
| 91697                | 1999 TO137 | 6 out 1999  | Socorro             | LINEAR                | —         | MPC                           |
| 91698                | 1999 TK138 | 6 out 1999  | Socorro             | LINEAR                | —         | MPC                           |
| 91699                | 1999 TU138 | 6 out 1999  | Socorro             | LINEAR                | —         | MPC                           |
| 91700                | 1999 TY139 | 6 out 1999  | Socorro             | LINEAR                | —         | MPC                           |

## 91701–91800
| Designação | Designação | Descoberta  | Descoberta    | Descobridor(es) | Categoria | Mais informações / Referência |
| Permanente | Provisória | Data        | Local         | Descobridor(es) | Categoria | Mais informações / Referência |
| ---------- | ---------- | ----------- | ------------- | --------------- | --------- | ----------------------------- |
| 91701      | 1999 TS142 | 7 out 1999  | Socorro       | LINEAR          | —         | MPC                           |
| 91702      | 1999 TX142 | 7 out 1999  | Socorro       | LINEAR          | —         | MPC                           |
| 91703      | 1999 TS143 | 7 out 1999  | Socorro       | LINEAR          | —         | MPC                           |
| 91704      | 1999 TQ145 | 7 out 1999  | Socorro       | LINEAR          | —         | MPC                           |
| 91705      | 1999 TR145 | 7 out 1999  | Socorro       | LINEAR          | Ursula    | MPC                           |
| 91706      | 1999 TV145 | 7 out 1999  | Socorro       | LINEAR          | —         | MPC                           |
| 91707      | 1999 TH146 | 7 out 1999  | Socorro       | LINEAR          | —         | MPC                           |
| 91708      | 1999 TF147 | 7 out 1999  | Socorro       | LINEAR          | —         | MPC                           |
| 91709      | 1999 TG148 | 7 out 1999  | Socorro       | LINEAR          | —         | MPC                           |
| 91710      | 1999 TZ149 | 7 out 1999  | Socorro       | LINEAR          | —         | MPC                           |
| 91711      | 1999 TP150 | 7 out 1999  | Socorro       | LINEAR          | —         | MPC                           |
| 91712      | 1999 TW150 | 7 out 1999  | Socorro       | LINEAR          | —         | MPC                           |
| 91713      | 1999 TD152 | 7 out 1999  | Socorro       | LINEAR          | —         | MPC                           |
| 91714      | 1999 TW153 | 7 out 1999  | Socorro       | LINEAR          | —         | MPC                           |
| 91715      | 1999 TA154 | 7 out 1999  | Socorro       | LINEAR          | —         | MPC                           |
| 91716      | 1999 TG154 | 7 out 1999  | Socorro       | LINEAR          | —         | MPC                           |
| 91717      | 1999 TL155 | 7 out 1999  | Socorro       | LINEAR          | —         | MPC                           |
| 91718      | 1999 TX155 | 7 out 1999  | Socorro       | LINEAR          | —         | MPC                           |
| 91719      | 1999 TD156 | 7 out 1999  | Socorro       | LINEAR          | —         | MPC                           |
| 91720      | 1999 TJ156 | 7 out 1999  | Socorro       | LINEAR          | Ursula    | MPC                           |
| 91721      | 1999 TQ157 | 9 out 1999  | Socorro       | LINEAR          | —         | MPC                           |
| 91722      | 1999 TW157 | 9 out 1999  | Socorro       | LINEAR          | Brangane  | MPC                           |
| 91723      | 1999 TD158 | 7 out 1999  | Socorro       | LINEAR          | —         | MPC                           |
| 91724      | 1999 TK158 | 7 out 1999  | Socorro       | LINEAR          | —         | MPC                           |
| 91725      | 1999 TM158 | 8 out 1999  | Socorro       | LINEAR          | —         | MPC                           |
| 91726      | 1999 TE159 | 9 out 1999  | Socorro       | LINEAR          | —         | MPC                           |
| 91727      | 1999 TH162 | 9 out 1999  | Socorro       | LINEAR          | —         | MPC                           |
| 91728      | 1999 TM162 | 9 out 1999  | Socorro       | LINEAR          | Brangane  | MPC                           |
| 91729      | 1999 TG163 | 9 out 1999  | Socorro       | LINEAR          | —         | MPC                           |
| 91730      | 1999 TP163 | 9 out 1999  | Socorro       | LINEAR          | —         | MPC                           |
| 91731      | 1999 TJ164 | 10 out 1999 | Socorro       | LINEAR          | —         | MPC                           |
| 91732      | 1999 TK164 | 10 out 1999 | Socorro       | LINEAR          | —         | MPC                           |
| 91733      | 1999 TO164 | 10 out 1999 | Socorro       | LINEAR          | —         | MPC                           |
| 91734      | 1999 TM166 | 10 out 1999 | Socorro       | LINEAR          | Brangane  | MPC                           |
| 91735      | 1999 TM171 | 10 out 1999 | Socorro       | LINEAR          | —         | MPC                           |
| 91736      | 1999 TN172 | 10 out 1999 | Socorro       | LINEAR          | —         | MPC                           |
| 91737      | 1999 TW172 | 10 out 1999 | Socorro       | LINEAR          | —         | MPC                           |
| 91738      | 1999 TE174 | 10 out 1999 | Socorro       | LINEAR          | —         | MPC                           |
| 91739      | 1999 TA175 | 10 out 1999 | Socorro       | LINEAR          | —         | MPC                           |
| 91740      | 1999 TX177 | 10 out 1999 | Socorro       | LINEAR          | —         | MPC                           |
| 91741      | 1999 TL178 | 10 out 1999 | Socorro       | LINEAR          | —         | MPC                           |
| 91742      | 1999 TE179 | 10 out 1999 | Socorro       | LINEAR          | —         | MPC                           |
| 91743      | 1999 TA180 | 10 out 1999 | Socorro       | LINEAR          | —         | MPC                           |
| 91744      | 1999 TD183 | 11 out 1999 | Socorro       | LINEAR          | Brangane  | MPC                           |
| 91745      | 1999 TF184 | 12 out 1999 | Socorro       | LINEAR          | —         | MPC                           |
| 91746      | 1999 TL185 | 12 out 1999 | Socorro       | LINEAR          | —         | MPC                           |
| 91747      | 1999 TT185 | 12 out 1999 | Socorro       | LINEAR          | —         | MPC                           |
| 91748      | 1999 TA186 | 12 out 1999 | Socorro       | LINEAR          | —         | MPC                           |
| 91749      | 1999 TV186 | 12 out 1999 | Socorro       | LINEAR          | —         | MPC                           |
| 91750      | 1999 TR187 | 12 out 1999 | Socorro       | LINEAR          | —         | MPC                           |
| 91751      | 1999 TX188 | 12 out 1999 | Socorro       | LINEAR          | —         | MPC                           |
| 91752      | 1999 TB189 | 12 out 1999 | Socorro       | LINEAR          | —         | MPC                           |
| 91753      | 1999 TN189 | 12 out 1999 | Socorro       | LINEAR          | Brangane  | MPC                           |
| 91754      | 1999 TO189 | 12 out 1999 | Socorro       | LINEAR          | —         | MPC                           |
| 91755      | 1999 TQ189 | 12 out 1999 | Socorro       | LINEAR          | Brangane  | MPC                           |
| 91756      | 1999 TT189 | 12 out 1999 | Socorro       | LINEAR          | —         | MPC                           |
| 91757      | 1999 TN190 | 12 out 1999 | Socorro       | LINEAR          | —         | MPC                           |
| 91758      | 1999 TR190 | 12 out 1999 | Socorro       | LINEAR          | —         | MPC                           |
| 91759      | 1999 TU191 | 12 out 1999 | Socorro       | LINEAR          | Brangane  | MPC                           |
| 91760      | 1999 TX191 | 12 out 1999 | Socorro       | LINEAR          | —         | MPC                           |
| 91761      | 1999 TZ191 | 12 out 1999 | Socorro       | LINEAR          | —         | MPC                           |
| 91762      | 1999 TH192 | 12 out 1999 | Socorro       | LINEAR          | —         | MPC                           |
| 91763      | 1999 TN192 | 12 out 1999 | Socorro       | LINEAR          | —         | MPC                           |
| 91764      | 1999 TV193 | 12 out 1999 | Socorro       | LINEAR          | —         | MPC                           |
| 91765      | 1999 TE194 | 12 out 1999 | Socorro       | LINEAR          | —         | MPC                           |
| 91766      | 1999 TK194 | 12 out 1999 | Socorro       | LINEAR          | Brangane  | MPC                           |
| 91767      | 1999 TH196 | 12 out 1999 | Socorro       | LINEAR          | —         | MPC                           |
| 91768      | 1999 TQ196 | 12 out 1999 | Socorro       | LINEAR          | Brangane  | MPC                           |
| 91769      | 1999 TS198 | 12 out 1999 | Socorro       | LINEAR          | —         | MPC                           |
| 91770      | 1999 TE200 | 12 out 1999 | Socorro       | LINEAR          | —         | MPC                           |
| 91771      | 1999 TW202 | 13 out 1999 | Socorro       | LINEAR          | Brangane  | MPC                           |
| 91772      | 1999 TD203 | 13 out 1999 | Socorro       | LINEAR          | —         | MPC                           |
| 91773      | 1999 TL203 | 13 out 1999 | Socorro       | LINEAR          | —         | MPC                           |
| 91774      | 1999 TT203 | 13 out 1999 | Socorro       | LINEAR          | —         | MPC                           |
| 91775      | 1999 TH206 | 13 out 1999 | Socorro       | LINEAR          | —         | MPC                           |
| 91776      | 1999 TJ206 | 13 out 1999 | Socorro       | LINEAR          | —         | MPC                           |
| 91777      | 1999 TM206 | 13 out 1999 | Socorro       | LINEAR          | Brangane  | MPC                           |
| 91778      | 1999 TG208 | 14 out 1999 | Socorro       | LINEAR          | —         | MPC                           |
| 91779      | 1999 TL208 | 14 out 1999 | Socorro       | LINEAR          | —         | MPC                           |
| 91780      | 1999 TH211 | 15 out 1999 | Socorro       | LINEAR          | —         | MPC                           |
| 91781      | 1999 TR212 | 15 out 1999 | Socorro       | LINEAR          | —         | MPC                           |
| 91782      | 1999 TO214 | 15 out 1999 | Socorro       | LINEAR          | —         | MPC                           |
| 91783      | 1999 TQ216 | 15 out 1999 | Socorro       | LINEAR          | —         | MPC                           |
| 91784      | 1999 TV216 | 15 out 1999 | Socorro       | LINEAR          | —         | MPC                           |
| 91785      | 1999 TU217 | 15 out 1999 | Socorro       | LINEAR          | Brangane  | MPC                           |
| 91786      | 1999 TB219 | 12 out 1999 | Socorro       | LINEAR          | —         | MPC                           |
| 91787      | 1999 TZ219 | 1 out 1999  | Catalina      | CSS             | —         | MPC                           |
| 91788      | 1999 TG221 | 2 out 1999  | Catalina      | CSS             | —         | MPC                           |
| 91789      | 1999 TH221 | 2 out 1999  | Socorro       | LINEAR          | —         | MPC                           |
| 91790      | 1999 TF222 | 2 out 1999  | Anderson Mesa | LONEOS          | —         | MPC                           |
| 91791      | 1999 TD223 | 3 out 1999  | Catalina      | CSS             | Brangane  | MPC                           |
| 91792      | 1999 TM223 | 2 out 1999  | Socorro       | LINEAR          | —         | MPC                           |
| 91793      | 1999 TR227 | 1 out 1999  | Catalina      | CSS             | —         | MPC                           |
| 91794      | 1999 TG228 | 12 out 1999 | Socorro       | LINEAR          | —         | MPC                           |
| 91795      | 1999 TP228 | 2 out 1999  | Socorro       | LINEAR          | —         | MPC                           |
| 91796      | 1999 TE230 | 3 out 1999  | Anderson Mesa | LONEOS          | —         | MPC                           |
| 91797      | 1999 TF233 | 3 out 1999  | Socorro       | LINEAR          | Eos       | MPC                           |
| 91798      | 1999 TT233 | 3 out 1999  | Socorro       | LINEAR          | —         | MPC                           |
| 91799      | 1999 TE234 | 3 out 1999  | Socorro       | LINEAR          | —         | MPC                           |
| 91800      | 1999 TK234 | 3 out 1999  | Socorro       | LINEAR          | —         | MPC                           |

## 91801–91900
| Designação           | Designação | Descoberta  | Descoberta          | Descobridor(es)        | Categoria | Mais informações / Referência |
| Permanente           | Provisória | Data        | Local               | Descobridor(es)        | Categoria | Mais informações / Referência |
| -------------------- | ---------- | ----------- | ------------------- | ---------------------- | --------- | ----------------------------- |
| 91801                | 1999 TC235 | 3 out 1999  | Catalina            | CSS                    | —         | MPC                           |
| 91802                | 1999 TH235 | 3 out 1999  | Catalina            | CSS                    | —         | MPC                           |
| 91803                | 1999 TZ235 | 3 out 1999  | Catalina            | CSS                    | —         | MPC                           |
| 91804                | 1999 TX237 | 4 out 1999  | Kitt Peak           | Spacewatch             | —         | MPC                           |
| 91805                | 1999 TB241 | 4 out 1999  | Catalina            | CSS                    | —         | MPC                           |
| 91806                | 1999 TJ244 | 7 out 1999  | Catalina            | CSS                    | —         | MPC                           |
| 91807                | 1999 TU245 | 7 out 1999  | Catalina            | CSS                    | —         | MPC                           |
| 91808                | 1999 TH247 | 8 out 1999  | Catalina            | CSS                    | —         | MPC                           |
| 91809                | 1999 TG248 | 8 out 1999  | Catalina            | CSS                    | Brangane  | MPC                           |
| 91810                | 1999 TQ249 | 9 out 1999  | Catalina            | CSS                    | —         | MPC                           |
| 91811                | 1999 TL252 | 8 out 1999  | Socorro             | LINEAR                 | —         | MPC                           |
| 91812                | 1999 TQ252 | 9 out 1999  | Socorro             | LINEAR                 | —         | MPC                           |
| 91813                | 1999 TL254 | 8 out 1999  | Socorro             | LINEAR                 | —         | MPC                           |
| 91814                | 1999 TV261 | 13 out 1999 | Socorro             | LINEAR                 | —         | MPC                           |
| 91815                | 1999 TO265 | 3 out 1999  | Socorro             | LINEAR                 | Chimaera  | MPC                           |
| 91816                | 1999 TA267 | 3 out 1999  | Socorro             | LINEAR                 | Brangane  | MPC                           |
| 91817                | 1999 TG267 | 3 out 1999  | Socorro             | LINEAR                 | —         | MPC                           |
| 91818                | 1999 TU267 | 3 out 1999  | Socorro             | LINEAR                 | —         | MPC                           |
| 91819                | 1999 TB268 | 3 out 1999  | Socorro             | LINEAR                 | —         | MPC                           |
| 91820                | 1999 TT268 | 3 out 1999  | Socorro             | LINEAR                 | —         | MPC                           |
| 91821                | 1999 TN277 | 6 out 1999  | Socorro             | LINEAR                 | Brangane  | MPC                           |
| 91822                | 1999 TU277 | 6 out 1999  | Socorro             | LINEAR                 | —         | MPC                           |
| 91823                | 1999 TJ280 | 7 out 1999  | Socorro             | LINEAR                 | —         | MPC                           |
| 91824                | 1999 TU280 | 8 out 1999  | Socorro             | LINEAR                 | —         | MPC                           |
| 91825                | 1999 TM281 | 8 out 1999  | Socorro             | LINEAR                 | —         | MPC                           |
| 91826                | 1999 TP281 | 8 out 1999  | Socorro             | LINEAR                 | —         | MPC                           |
| 91827                | 1999 TK282 | 9 out 1999  | Socorro             | LINEAR                 | —         | MPC                           |
| 91828                | 1999 TU282 | 9 out 1999  | Socorro             | LINEAR                 | —         | MPC                           |
| 91829                | 1999 TE284 | 9 out 1999  | Socorro             | LINEAR                 | Ursula    | MPC                           |
| 91830                | 1999 TF297 | 2 out 1999  | Catalina            | CSS                    | —         | MPC                           |
| 91831                | 1999 TX298 | 2 out 1999  | Kitt Peak           | Spacewatch             | —         | MPC                           |
| 91832                | 1999 TS300 | 3 out 1999  | Catalina            | CSS                    | Brangane  | MPC                           |
| 91833                | 1999 TW304 | 6 out 1999  | Socorro             | LINEAR                 | —         | MPC                           |
| 91834                | 1999 TU308 | 6 out 1999  | Kitt Peak           | Spacewatch             | —         | MPC                           |
| 91835                | 1999 TV310 | 4 out 1999  | Kitt Peak           | Spacewatch             | —         | MPC                           |
| 91836                | 1999 TA311 | 5 out 1999  | Catalina            | CSS                    | —         | MPC                           |
| 91837                | 1999 TB311 | 5 out 1999  | Catalina            | CSS                    | —         | MPC                           |
| 91838                | 1999 TF314 | 8 out 1999  | Socorro             | LINEAR                 | —         | MPC                           |
| 91839                | 1999 TX314 | 8 out 1999  | Catalina            | CSS                    | —         | MPC                           |
| 91840                | 1999 TZ318 | 12 out 1999 | Kitt Peak           | Spacewatch             | —         | MPC                           |
| 91841                | 1999 TA321 | 10 out 1999 | Socorro             | LINEAR                 | —         | MPC                           |
| 91842                | 1999 TP322 | 2 out 1999  | Socorro             | LINEAR                 | —         | MPC                           |
| 91843                | 1999 UF1   | 16 out 1999 | Višnjan Observatory | K. Korlević            | —         | MPC                           |
| 91844                | 1999 UR2   | 19 out 1999 | Ondřejov            | P. Kušnirák, P. Pravec | —         | MPC                           |
| 91845                | 1999 UT2   | 19 out 1999 | Ondřejov            | P. Kušnirák, P. Pravec | —         | MPC                           |
| 91846                | 1999 UY3   | 31 out 1999 | Prescott            | P. G. Comba            | Chimaera  | MPC                           |
| 91847                | 1999 UW5   | 29 out 1999 | Catalina            | CSS                    | —         | MPC                           |
| 91848                | 1999 UG6   | 28 out 1999 | Xinglong            | SCAP                   | —         | MPC                           |
| 91849                | 1999 UK6   | 28 out 1999 | Xinglong            | SCAP                   | —         | MPC                           |
| 91850                | 1999 UN7   | 31 out 1999 | Ondřejov            | L. Kotková             | —         | MPC                           |
| 91851                | 1999 UA8   | 29 out 1999 | Catalina            | CSS                    | —         | MPC                           |
| 91852                | 1999 UD8   | 29 out 1999 | Catalina            | CSS                    | —         | MPC                           |
| 91853                | 1999 UK8   | 29 out 1999 | Catalina            | CSS                    | —         | MPC                           |
| 91854                | 1999 UA9   | 29 out 1999 | Catalina            | CSS                    | —         | MPC                           |
| 91855                | 1999 UD11  | 31 out 1999 | Socorro             | LINEAR                 | —         | MPC                           |
| 91856                | 1999 UB13  | 29 out 1999 | Catalina            | CSS                    | —         | MPC                           |
| 91857                | 1999 UR13  | 29 out 1999 | Catalina            | CSS                    | —         | MPC                           |
| 91858                | 1999 US16  | 29 out 1999 | Catalina            | CSS                    | —         | MPC                           |
| 91859                | 1999 UX17  | 30 out 1999 | Kitt Peak           | Spacewatch             | —         | MPC                           |
| 91860                | 1999 UL18  | 30 out 1999 | Kitt Peak           | Spacewatch             | —         | MPC                           |
| 91861                | 1999 UT18  | 30 out 1999 | Kitt Peak           | Spacewatch             | —         | MPC                           |
| 91862                | 1999 US20  | 31 out 1999 | Kitt Peak           | Spacewatch             | —         | MPC                           |
| 91863                | 1999 UV23  | 28 out 1999 | Catalina            | CSS                    | —         | MPC                           |
| 91864                | 1999 UW24  | 28 out 1999 | Catalina            | CSS                    | —         | MPC                           |
| 91865                | 1999 UD25  | 28 out 1999 | Catalina            | CSS                    | —         | MPC                           |
| 91866                | 1999 UD27  | 30 out 1999 | Kitt Peak           | Spacewatch             | —         | MPC                           |
| 91867                | 1999 UC30  | 31 out 1999 | Kitt Peak           | Spacewatch             | —         | MPC                           |
| 91868                | 1999 UF36  | 16 out 1999 | Kitt Peak           | Spacewatch             | —         | MPC                           |
| 91869                | 1999 UU38  | 29 out 1999 | Anderson Mesa       | LONEOS                 | —         | MPC                           |
| 91870                | 1999 UA39  | 29 out 1999 | Anderson Mesa       | LONEOS                 | —         | MPC                           |
| 91871                | 1999 UT39  | 31 out 1999 | Kitt Peak           | Spacewatch             | —         | MPC                           |
| 91872                | 1999 UL41  | 18 out 1999 | Kitt Peak           | Spacewatch             | —         | MPC                           |
| 91873                | 1999 UM42  | 28 out 1999 | Catalina            | CSS                    | —         | MPC                           |
| 91874                | 1999 UW43  | 29 out 1999 | Catalina            | CSS                    | —         | MPC                           |
| 91875                | 1999 UF44  | 29 out 1999 | Catalina            | CSS                    | —         | MPC                           |
| 91876                | 1999 UO44  | 30 out 1999 | Anderson Mesa       | LONEOS                 | —         | MPC                           |
| 91877                | 1999 UK45  | 31 out 1999 | Catalina            | CSS                    | —         | MPC                           |
| 91878                | 1999 UV45  | 31 out 1999 | Catalina            | CSS                    | —         | MPC                           |
| 91879                | 1999 UZ45  | 31 out 1999 | Catalina            | CSS                    | —         | MPC                           |
| 91880                | 1999 UC46  | 31 out 1999 | Catalina            | CSS                    | —         | MPC                           |
| 91881                | 1999 UR46  | 31 out 1999 | Anderson Mesa       | LONEOS                 | —         | MPC                           |
| 91882                | 1999 UT48  | 31 out 1999 | Catalina            | CSS                    | —         | MPC                           |
| 91883                | 1999 UG49  | 31 out 1999 | Catalina            | CSS                    | Ursula    | MPC                           |
| 91884                | 1999 UH49  | 31 out 1999 | Catalina            | CSS                    | —         | MPC                           |
| 91885                | 1999 UK49  | 31 out 1999 | Catalina            | CSS                    | —         | MPC                           |
| 91886                | 1999 UB50  | 30 out 1999 | Catalina            | CSS                    | —         | MPC                           |
| 91887                | 1999 UZ50  | 30 out 1999 | Kitt Peak           | Spacewatch             | —         | MPC                           |
| 91888 Tomskilling    | 1999 UA51  | 31 out 1999 | Catalina            | CSS                    | —         | MPC                           |
| 91889                | 1999 UQ59  | 31 out 1999 | Catalina            | CSS                    | —         | MPC                           |
| 91890 Kiriko Matsuri | 1999 VD2   | 4 nov 1999  | Yanagida            | A. Tsuchikawa          | Brangane  | MPC                           |
| 91891                | 1999 VJ2   | 5 nov 1999  | Oizumi              | T. Kobayashi           | —         | MPC                           |
| 91892                | 1999 VB3   | 1 nov 1999  | Kitt Peak           | Spacewatch             | —         | MPC                           |
| 91893                | 1999 VP4   | 1 nov 1999  | Catalina            | CSS                    | Brangane  | MPC                           |
| 91894                | 1999 VH5   | 6 nov 1999  | High Point          | D. K. Chesney          | —         | MPC                           |
| 91895                | 1999 VV5   | 5 nov 1999  | Oizumi              | T. Kobayashi           | Brangane  | MPC                           |
| 91896                | 1999 VY9   | 9 nov 1999  | Fountain Hills      | C. W. Juels            | —         | MPC                           |
| 91897                | 1999 VB10  | 9 nov 1999  | Fountain Hills      | C. W. Juels            | —         | MPC                           |
| 91898 Margnetti      | 1999 VB11  | 8 nov 1999  | Gnosca              | S. Sposetti            | —         | MPC                           |
| 91899                | 1999 VT11  | 7 nov 1999  | Reedy Creek         | J. Broughton           | —         | MPC                           |
| 91900                | 1999 VV11  | 5 nov 1999  | San Marcello        | L. Tesi, M. Tombelli   | Ursula    | MPC                           |

## 91901–92000
| Designação  | Designação | Descoberta  | Descoberta          | Descobridor(es) | Categoria | Mais informações / Referência |
| Permanente  | Provisória | Data        | Local               | Descobridor(es) | Categoria | Mais informações / Referência |
| ----------- | ---------- | ----------- | ------------------- | --------------- | --------- | ----------------------------- |
| 91901       | 1999 VB15  | 2 nov 1999  | Kitt Peak           | Spacewatch      | —         | MPC                           |
| 91902       | 1999 VU17  | 2 nov 1999  | Kitt Peak           | Spacewatch      | Brangane  | MPC                           |
| 91903       | 1999 VA19  | 10 nov 1999 | Farpoint            | G. Bell, G. Hug | —         | MPC                           |
| 91904       | 1999 VW19  | 7 nov 1999  | Reedy Creek         | J. Broughton    | —         | MPC                           |
| 91905       | 1999 VB20  | 10 nov 1999 | Višnjan Observatory | K. Korlević     | —         | MPC                           |
| 91906       | 1999 VE24  | 15 nov 1999 | Zeno                | T. Stafford     | —         | MPC                           |
| 91907 Shiho | 1999 VA26  | 13 nov 1999 | Kuma Kogen          | A. Nakamura     | —         | MPC                           |
| 91908       | 1999 VK27  | 3 nov 1999  | Catalina            | CSS             | —         | MPC                           |
| 91909       | 1999 VZ28  | 3 nov 1999  | Socorro             | LINEAR          | —         | MPC                           |
| 91910       | 1999 VD29  | 3 nov 1999  | Socorro             | LINEAR          | —         | MPC                           |
| 91911       | 1999 VQ29  | 3 nov 1999  | Socorro             | LINEAR          | —         | MPC                           |
| 91912       | 1999 VC30  | 3 nov 1999  | Socorro             | LINEAR          | —         | MPC                           |
| 91913       | 1999 VD30  | 3 nov 1999  | Socorro             | LINEAR          | Ursula    | MPC                           |
| 91914       | 1999 VD31  | 3 nov 1999  | Socorro             | LINEAR          | —         | MPC                           |
| 91915       | 1999 VF31  | 3 nov 1999  | Socorro             | LINEAR          | —         | MPC                           |
| 91916       | 1999 VL31  | 3 nov 1999  | Socorro             | LINEAR          | —         | MPC                           |
| 91917       | 1999 VT31  | 3 nov 1999  | Socorro             | LINEAR          | —         | MPC                           |
| 91918       | 1999 VS32  | 3 nov 1999  | Socorro             | LINEAR          | —         | MPC                           |
| 91919       | 1999 VE33  | 3 nov 1999  | Socorro             | LINEAR          | —         | MPC                           |
| 91920       | 1999 VF33  | 3 nov 1999  | Socorro             | LINEAR          | —         | MPC                           |
| 91921       | 1999 VN33  | 3 nov 1999  | Socorro             | LINEAR          | —         | MPC                           |
| 91922       | 1999 VP37  | 3 nov 1999  | Socorro             | LINEAR          | —         | MPC                           |
| 91923       | 1999 VE38  | 10 nov 1999 | Socorro             | LINEAR          | —         | MPC                           |
| 91924       | 1999 VL38  | 10 nov 1999 | Socorro             | LINEAR          | —         | MPC                           |
| 91925       | 1999 VM38  | 10 nov 1999 | Socorro             | LINEAR          | —         | MPC                           |
| 91926       | 1999 VN38  | 10 nov 1999 | Socorro             | LINEAR          | —         | MPC                           |
| 91927       | 1999 VA39  | 10 nov 1999 | Socorro             | LINEAR          | —         | MPC                           |
| 91928       | 1999 VY47  | 3 nov 1999  | Socorro             | LINEAR          | Brangane  | MPC                           |
| 91929       | 1999 VO48  | 3 nov 1999  | Socorro             | LINEAR          | —         | MPC                           |
| 91930       | 1999 VT48  | 3 nov 1999  | Socorro             | LINEAR          | —         | MPC                           |
| 91931       | 1999 VK52  | 3 nov 1999  | Socorro             | LINEAR          | —         | MPC                           |
| 91932       | 1999 VT53  | 4 nov 1999  | Socorro             | LINEAR          | —         | MPC                           |
| 91933       | 1999 VB54  | 4 nov 1999  | Socorro             | LINEAR          | —         | MPC                           |
| 91934       | 1999 VM54  | 4 nov 1999  | Socorro             | LINEAR          | —         | MPC                           |
| 91935       | 1999 VE55  | 4 nov 1999  | Socorro             | LINEAR          | —         | MPC                           |
| 91936       | 1999 VC57  | 4 nov 1999  | Socorro             | LINEAR          | —         | MPC                           |
| 91937       | 1999 VQ58  | 4 nov 1999  | Socorro             | LINEAR          | —         | MPC                           |
| 91938       | 1999 VB60  | 4 nov 1999  | Socorro             | LINEAR          | —         | MPC                           |
| 91939       | 1999 VY60  | 4 nov 1999  | Socorro             | LINEAR          | —         | MPC                           |
| 91940       | 1999 VZ60  | 4 nov 1999  | Socorro             | LINEAR          | —         | MPC                           |
| 91941       | 1999 VR63  | 4 nov 1999  | Socorro             | LINEAR          | —         | MPC                           |
| 91942       | 1999 VV63  | 4 nov 1999  | Socorro             | LINEAR          | —         | MPC                           |
| 91943       | 1999 VA64  | 4 nov 1999  | Socorro             | LINEAR          | —         | MPC                           |
| 91944       | 1999 VO64  | 4 nov 1999  | Socorro             | LINEAR          | —         | MPC                           |
| 91945       | 1999 VU64  | 4 nov 1999  | Socorro             | LINEAR          | —         | MPC                           |
| 91946       | 1999 VM65  | 4 nov 1999  | Socorro             | LINEAR          | —         | MPC                           |
| 91947       | 1999 VT65  | 4 nov 1999  | Socorro             | LINEAR          | —         | MPC                           |
| 91948       | 1999 VV67  | 4 nov 1999  | Socorro             | LINEAR          | —         | MPC                           |
| 91949       | 1999 VY67  | 4 nov 1999  | Socorro             | LINEAR          | Brangane  | MPC                           |
| 91950       | 1999 VN68  | 4 nov 1999  | Socorro             | LINEAR          | —         | MPC                           |
| 91951       | 1999 VS68  | 4 nov 1999  | Socorro             | LINEAR          | —         | MPC                           |
| 91952       | 1999 VV70  | 4 nov 1999  | Socorro             | LINEAR          | —         | MPC                           |
| 91953       | 1999 VS71  | 4 nov 1999  | Socorro             | LINEAR          | —         | MPC                           |
| 91954       | 1999 VV76  | 5 nov 1999  | Kitt Peak           | Spacewatch      | —         | MPC                           |
| 91955       | 1999 VK77  | 3 nov 1999  | Socorro             | LINEAR          | Ursula    | MPC                           |
| 91956       | 1999 VN77  | 3 nov 1999  | Socorro             | LINEAR          | Brangane  | MPC                           |
| 91957       | 1999 VO78  | 4 nov 1999  | Socorro             | LINEAR          | Ursula    | MPC                           |
| 91958       | 1999 VM79  | 4 nov 1999  | Socorro             | LINEAR          | Brangane  | MPC                           |
| 91959       | 1999 VR79  | 4 nov 1999  | Socorro             | LINEAR          | —         | MPC                           |
| 91960       | 1999 VA80  | 4 nov 1999  | Socorro             | LINEAR          | —         | MPC                           |
| 91961       | 1999 VH80  | 4 nov 1999  | Socorro             | LINEAR          | —         | MPC                           |
| 91962       | 1999 VR85  | 4 nov 1999  | Socorro             | LINEAR          | —         | MPC                           |
| 91963       | 1999 VB86  | 4 nov 1999  | Socorro             | LINEAR          | —         | MPC                           |
| 91964       | 1999 VS88  | 4 nov 1999  | Socorro             | LINEAR          | —         | MPC                           |
| 91965       | 1999 VM89  | 5 nov 1999  | Socorro             | LINEAR          | —         | MPC                           |
| 91966       | 1999 VP91  | 5 nov 1999  | Socorro             | LINEAR          | —         | MPC                           |
| 91967       | 1999 VZ91  | 9 nov 1999  | Socorro             | LINEAR          | —         | MPC                           |
| 91968       | 1999 VA92  | 9 nov 1999  | Socorro             | LINEAR          | —         | MPC                           |
| 91969       | 1999 VC92  | 9 nov 1999  | Socorro             | LINEAR          | —         | MPC                           |
| 91970       | 1999 VK92  | 9 nov 1999  | Socorro             | LINEAR          | —         | MPC                           |
| 91971       | 1999 VO92  | 9 nov 1999  | Socorro             | LINEAR          | —         | MPC                           |
| 91972       | 1999 VW92  | 9 nov 1999  | Socorro             | LINEAR          | Brangane  | MPC                           |
| 91973       | 1999 VL93  | 9 nov 1999  | Socorro             | LINEAR          | —         | MPC                           |
| 91974       | 1999 VG94  | 9 nov 1999  | Socorro             | LINEAR          | —         | MPC                           |
| 91975       | 1999 VN94  | 9 nov 1999  | Socorro             | LINEAR          | —         | MPC                           |
| 91976       | 1999 VD96  | 9 nov 1999  | Socorro             | LINEAR          | —         | MPC                           |
| 91977       | 1999 VH96  | 9 nov 1999  | Socorro             | LINEAR          | —         | MPC                           |
| 91978       | 1999 VV96  | 9 nov 1999  | Socorro             | LINEAR          | —         | MPC                           |
| 91979       | 1999 VU97  | 9 nov 1999  | Socorro             | LINEAR          | —         | MPC                           |
| 91980       | 1999 VD98  | 9 nov 1999  | Socorro             | LINEAR          | —         | MPC                           |
| 91981       | 1999 VB99  | 9 nov 1999  | Socorro             | LINEAR          | Ursula    | MPC                           |
| 91982       | 1999 VC102 | 9 nov 1999  | Socorro             | LINEAR          | —         | MPC                           |
| 91983       | 1999 VY103 | 9 nov 1999  | Socorro             | LINEAR          | —         | MPC                           |
| 91984       | 1999 VE106 | 9 nov 1999  | Socorro             | LINEAR          | —         | MPC                           |
| 91985       | 1999 VO113 | 4 nov 1999  | Catalina            | CSS             | —         | MPC                           |
| 91986       | 1999 VD114 | 9 nov 1999  | Catalina            | CSS             | —         | MPC                           |
| 91987       | 1999 VF114 | 9 nov 1999  | Catalina            | CSS             | —         | MPC                           |
| 91988       | 1999 VL114 | 9 nov 1999  | Catalina            | CSS             | Brangane  | MPC                           |
| 91989       | 1999 VO114 | 9 nov 1999  | Catalina            | CSS             | —         | MPC                           |
| 91990       | 1999 VO115 | 4 nov 1999  | Kitt Peak           | Spacewatch      | —         | MPC                           |
| 91991       | 1999 VH116 | 4 nov 1999  | Kitt Peak           | Spacewatch      | —         | MPC                           |
| 91992       | 1999 VD120 | 4 nov 1999  | Kitt Peak           | Spacewatch      | —         | MPC                           |
| 91993       | 1999 VP122 | 5 nov 1999  | Kitt Peak           | Spacewatch      | Brangane  | MPC                           |
| 91994       | 1999 VF124 | 6 nov 1999  | Kitt Peak           | Spacewatch      | —         | MPC                           |
| 91995       | 1999 VC133 | 10 nov 1999 | Kitt Peak           | Spacewatch      | Brangane  | MPC                           |
| 91996       | 1999 VG133 | 10 nov 1999 | Kitt Peak           | Spacewatch      | —         | MPC                           |
| 91997       | 1999 VQ135 | 8 nov 1999  | Socorro             | LINEAR          | —         | MPC                           |
| 91998       | 1999 VE137 | 12 nov 1999 | Socorro             | LINEAR          | —         | MPC                           |
| 91999       | 1999 VL139 | 10 nov 1999 | Kitt Peak           | Spacewatch      | —         | MPC                           |
| 92000       | 1999 VN144 | 11 nov 1999 | Catalina            | CSS             | —         | MPC                           |